# كوكا كولا

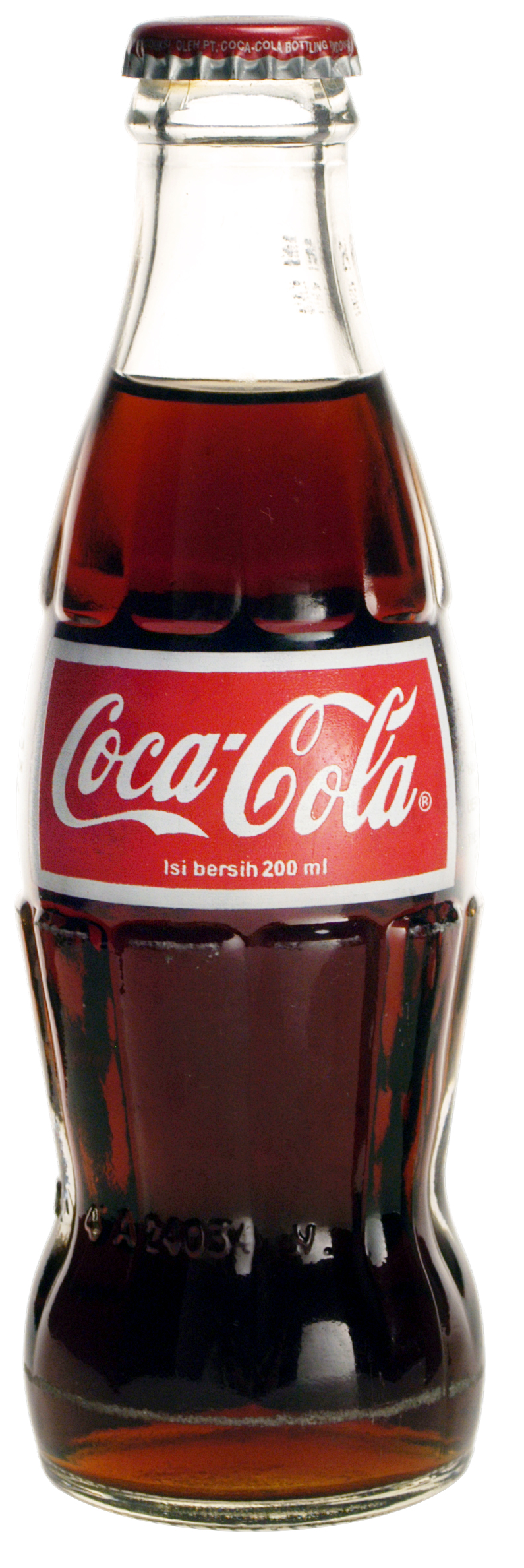
احتفظت كوكا كولا بالعديد من ميزات تصميمها التاريخي في قوارير زجاجية حديثة.

كوكا كولا (بالإنجليزية: Coca-Cola)‏، أو كَوّك (Coke) هو مشروب غازي مكربن تصنعه شركة كوكا كولا. تم تسويقه في الأصل كمشروب معتدل غير كحولي وكان الغرض منه أن يكون دواءً حاصلًا على براءة اختراع طبية، وقد اخترعه جون ستيث بيمبرتون في أواخر القرن التاسع عشر في أتلانتا، جورجيا. في عام 1888، باع بيمبرتون حقوق ملكية كوكا كولا إلى رجل الأعمال آسا جريجز كاندلر، الذي قاد أساليب التسويق الخاصة به كوكا كولا إلى هيمنتها على سوق المشروبات الغازية العالمية طوال القرنين العشرين والحادي والعشرين. يشير اسم المشروب إلى اثنين من مكوناته الأصلية: أوراق الكوكا وجوز الكولا (مصدر للكافيين). لا تزال صيغة كوكا كولا الحالية سرًا تجاريًا يخضع لحراسة مشددة؛ ومع ذلك، فقد تم نشر مجموعة متنوعة من الوصفات وأنواع إنشاء تجريبية للمشروب مبلغ عنها. استخدمت كوكا كولا السرية حول الصيغة في تسويقها حيث لا يعرف الصيغة سوى عدد قليل من الموظفين المجهولين. لقد ألهم المشروب المُقلدين وخلق تصنيفًا كاملاً للمشروبات الغازية: الكولا.
تنتج شركة كوكا كولا السائل المركز، والذي يتم بيعه بعد ذلك إلى شركات تعبئة زجاجات كوكا كولا المرخصة في جميع أنحاء العالم. ينتج المعبئون، الذين يمتلكون عقودًا حصرية مع الشركة، المنتج النهائي في علب وزجاجات من المركز، إلى جانب المياه المفلترة والمحليات. نموذج 12 أوصنة أمريكية سائلة (350 مـل) يمكن أن يحتوي على 38 غرام (1.3 أونصة) من السكر (عادة في شكل شراب الذرة عالي الفركتوز في أمريكا الشمالية). تقوم شركات التعبئة بعد ذلك ببيع وتوزيع وتسويق كوكا كولا لمتاجر البيع بالتجزئة والمطاعم وآلات البيع في جميع أنحاء العالم. تبيع كوكا كولا أيضًا المركزات لنوافير الصودا في المطاعم الكبرى وموزعي خدمات الطعام.
قدمت شركة كوكا كولا في بعض الأحيان مشروبات كولا أخرى تحت اسم كوك. أكثرها شيوعًا هو دايت كوك، إلى جانب أنواع أخرى بما في ذلك الكوكا كولا الخالية من الكافيين، دايت كوك خالي من الكافيين، كوكا كولا خالي من السكر، كوكا كولا تشيري، كوكا كولا فانيليا، وإصدارات خاصة بالليم والليمون، وقهوة. أطلق على كوكا كولا اسم كوكا كولا كلاسيك (Coca-Cola Classic) من يوليو 1985 إلى 2009، لتمييزها عن «نيو كوك». استنادًا إلى دراسة «أفضل علامة تجارية عالمية» أجرتها إنتربراند لعام 2020، احتلت كوكا كولا المرتبة السادسة في العالم من حيث القيمة. في عام 2013، تم بيع منتجات كوكا كولا في أكثر من 200 دولة حول العالم، وشرب المستهلكون أكثر من 1.8 مليار حصص مشروبات الشركة كل يوم. احتلت كوكا كولا المرتبة رقم 87 في قائمة فورتشين 500 لعام 2018 لأكبر الشركات الأمريكية من حيث إجمالي الإيرادات.

## تاريخ

### أصول القرن التاسع عشر التاريخية

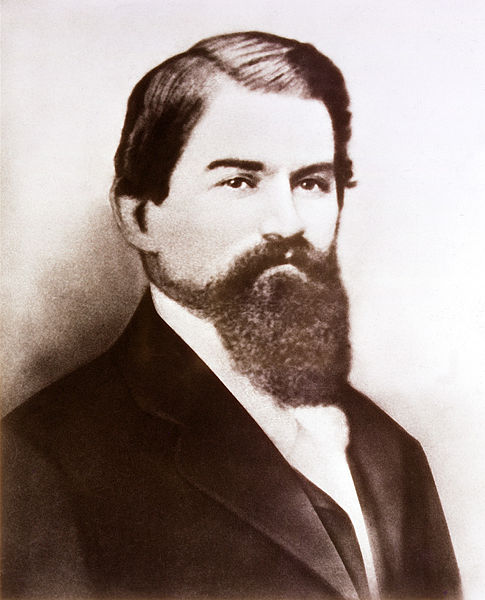
جون بيمبرتون، المُنشئ الأصلي لكوكا كولا

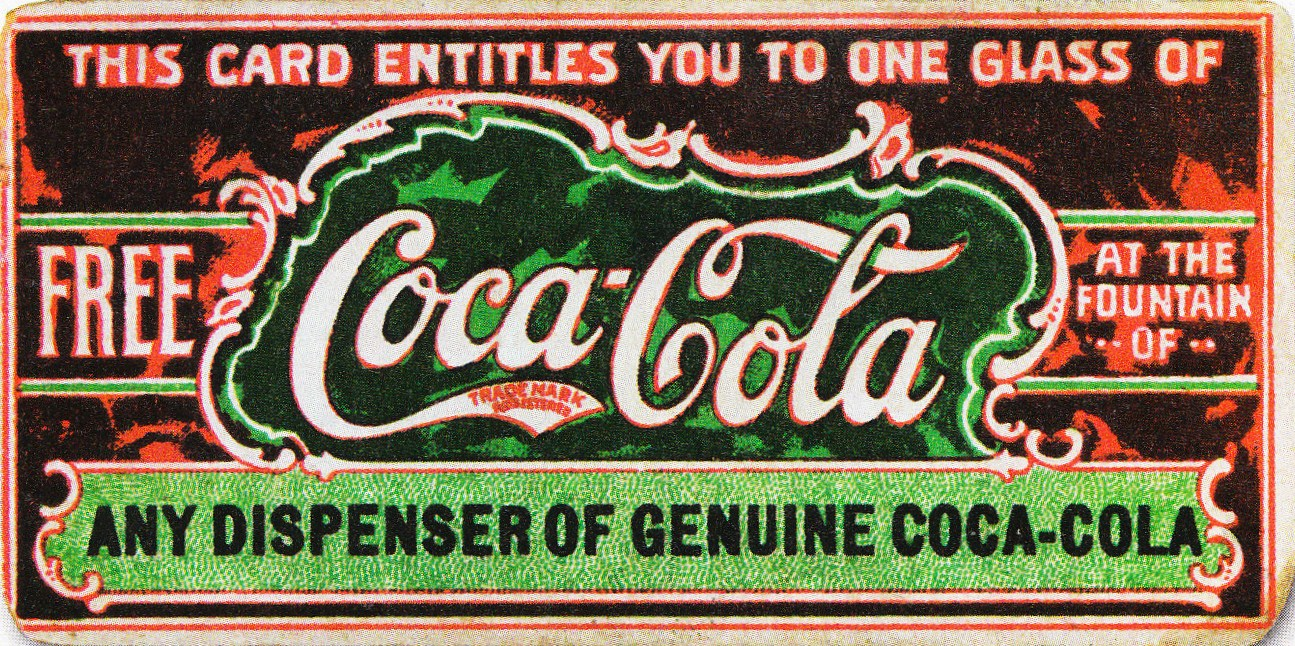
يُعتقد أنها أول قسيمة على الإطلاق، تم توزيع هذه التذكرة لكوب مجاني من كوكا كولا لأول مرة في عام 1888 للمساعدة في الترويج للمشروب. بحلول عام 1913، كانت الشركة قد استلمت 8.5 مليون تذكرة.

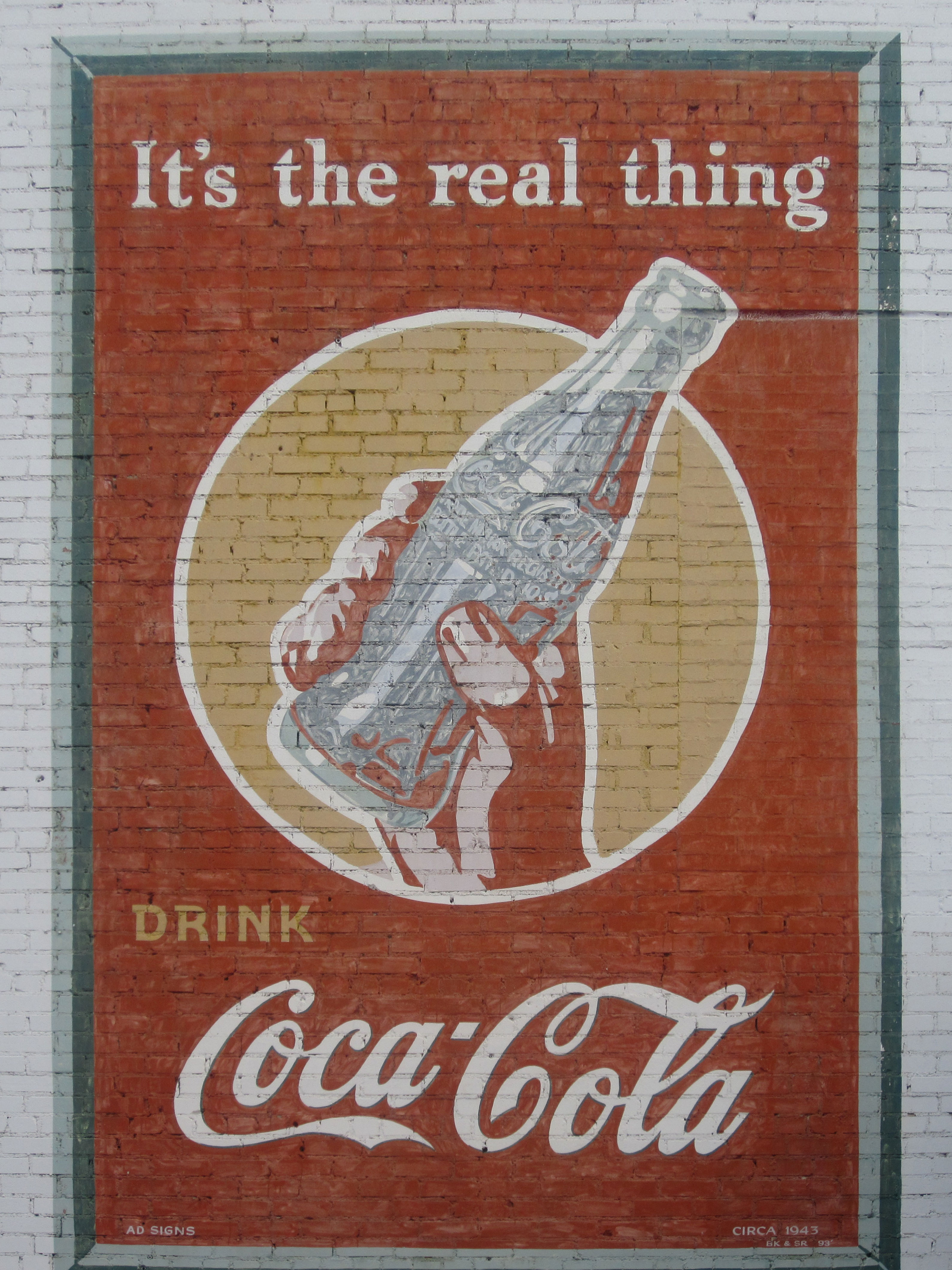
لا يزال إعلان كوكا كولا المجدد هذا من عام 1943 معروضًا في مندن، لويزيانا.

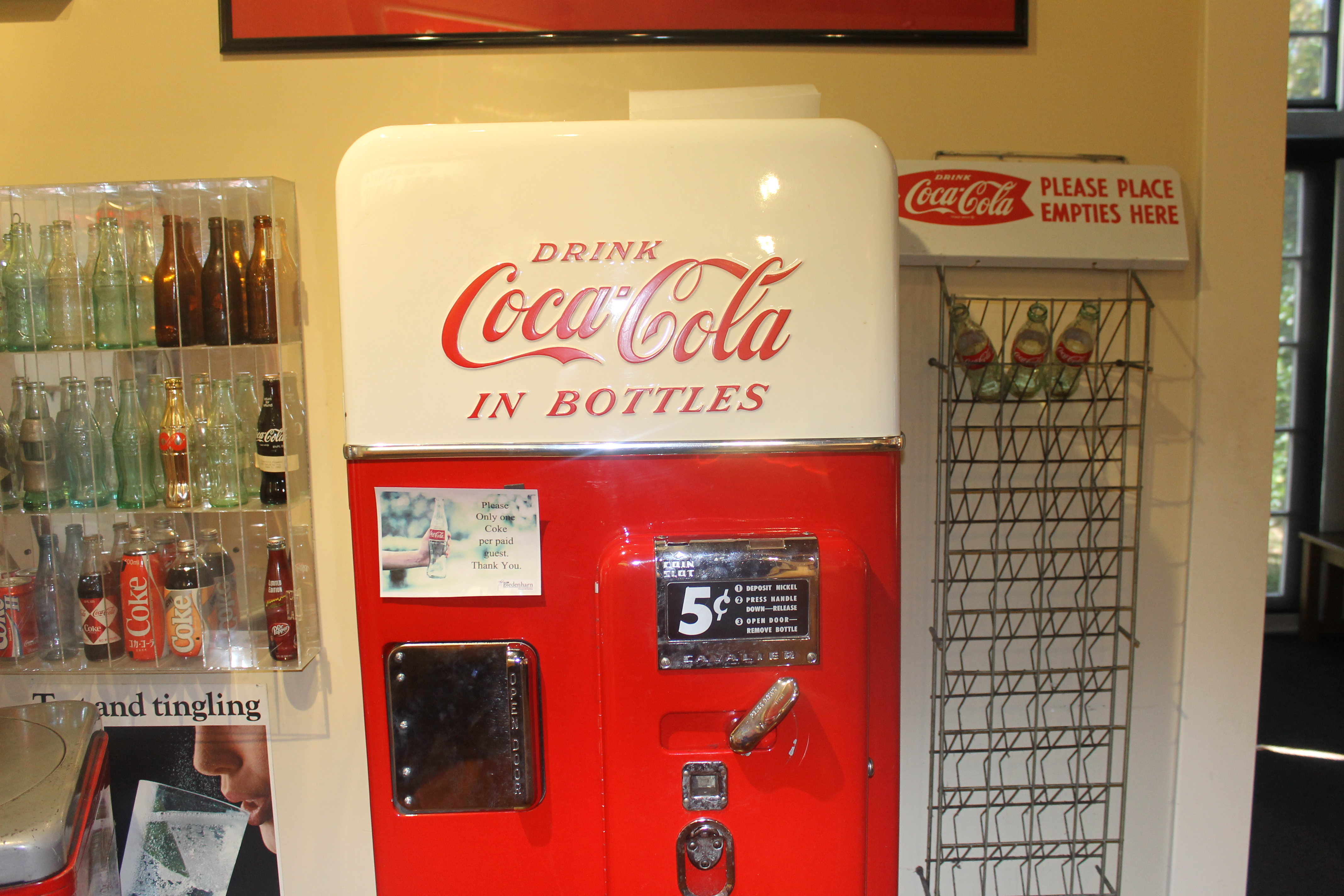
آلة بيع كوكا كولا القديمة في حدائق ومتحف بيدنهارن في مونرو، لويزيانا

كان الكولونيل الكونفدرالي جون بيمبرتون، الذي أصيب في الحرب الأهلية الأمريكية ومدمنًا على المورفين، حاصلًا أيضًا على شهادة طبية وبدأ في البحث عن بديل للعقار المسبب للمشاكل. في عام 1885 في دار إيجل للأدوية والكيماويات في بيمبرتون، متجره الصيدلاني في كولومبوس، جورجيا، سجل منشط عصب بيمبرتون للنبيذ الفرنسي. قد يكون منشط بيمبرتون مستوحى من النجاح الهائل لفين مارياني، نبيذ الكوكا الفرنسي الكورسيكي، لكن وصفته تضمنت بالإضافة إلى ذلك جوز الكولا الأفريقي، مصدر الكافيين في المشروبات.
ومن الجدير بالذكر أيضًا أن مشروبًا إسبانيًا يسمى «كولا كوكا» (Kola Coca) تم تقديمه في مسابقة في فيلادلفيا عام 1885، قبل عام من الولادة الرسمية لشركة كوكا كولا. اشترت شركة كوكا كولا حقوق هذا المشروب الأسباني في عام 1953.
في عام 1886، عندما أقرت أتلانتا ومقاطعة فولتون تشريعًا للحظر، استجاب بيمبرتون بتطوير كوكا كولا، وهي نسخة غير كحولية من نبيذ كوكا بيمبرتون الفرنسي. تم تسويقه على أنه «كوكا كولا: مشروب الاعتدال الخالي من الكحول»، والذي نال إعجاب الكثير من الناس حيث تمتعت حركة الاعتدال بدعم واسع خلال هذا الوقت. كانت المبيعات الأولى في صيدلية جايكوب في أتلانتا، جورجيا، في 8 مايو 1886، حيث بيعت في البداية بخمسة سنتات للزجاج. كانت نوافير الصودا في الصيدليات شائعة في الولايات المتحدة في ذلك الوقت بسبب الاعتقاد بأن المياه الغازية مفيدة للصحة، وتم تسويق شراب بيمبرتون الجديد وبيعه كبراءة اختراع دواء، وادعى بيمبرتون أنه علاج للعديد من الأمراض، بما في ذلك إدمان المورفين، عسر الهضم، اضطرابات الأعصاب، الصداع، والعجز الجنسي. نشر بيمبرتون أول إعلان للمشروب في 29 مايو من نفس العام في جريدة أتلانتا جورنال.
بحلول عام 1888، كانت هناك ثلاثة إصدارات من كوكا كولا - تم بيعها من قبل ثلاث شركات منفصلة - معروضة في السوق. تم تشكيل شراكة مشتركة في 14 يناير 1888، بين بيمبرتون وأربعة رجال أعمال من أتلانتا: جي سي مايفيلد، إيه أو مورفي، كو ملاوي، وإيه إتش بلودوورث. لم يتم تدوينه بأي وثيقة موقعة، وأكد بيان شفهي أدلى به آسا كاندلر بعد ذلك بسنوات أنه حصل على حصة في شركة بيمبرتون في وقت مبكر من عام 1887. أعلن جون بيمبرتون أن اسم «كوكا كولا» ينتمي إلى ابنه تشارلي، ولكن يمكن للمصنعين الآخرين الاستمرار في استخدام الصيغة.
كان سجل تشارلي بيمبرتون في السيطرة على اسم «كوكا كولا» هو العامل الأساسي الذي سمح له بالمشاركة كمساهم رئيسي في ملف تأسيس شركة كوكا كولا في مارس 1888 والذي تم تقديمه بدلاً من والده. أصبحت سيطرة تشارلي الحصرية على اسم «كوكا كولا» شوكة مستمرة في جانب آسا كاندلر. قام تشارلز هوارد كاندلر، الابن الأكبر لكاندلر، بتأليف كتاب في عام 1950 نشرته جامعة إيموري. في هذه السيرة الذاتية النهائية عن والده، يذكر كاندلر على وجه التحديد: «في 14 أبريل 1888، اشترى عالم الأدوية الشاب آسا غريغز كاندلر ثلث الفائدة في تركيبة إكسير مملوك غير معروف تمامًا يُعرف باسم كوكا كولا». كانت الصفقة في الواقع بين تشارلي نجل جون بيمبرتون ووكر، كاندلر وشركاه - مع جون بيمبرتون بصفته مساعدًا لابنه. مقابل انخفاض قدره 50 دولارًا و 500 دولار في 30 يومًا، حصل ووكر وكاندلر وشركاه على حصة الثلث في شركة كوكا كولا التي كانت تمتلكها تشارلي، كل ذلك بينما ظل تشارلي متمسكًا بالاسم. بعد صفقة 14 أبريل، في 17 أبريل 1888، استحوذ كاندلر على نصف أسهم فائدة واكر/دوزير مقابل 750 دولارًا إضافيًا.

### شركة
في عام 1892، شرع كاندلر في تأسيس شركة ثانية، وهي شركة كوكا كولا (الشركة الحالية). عندما كان لدى كاندلر أقدم سجلات لشركة «كوكا كولا» التي دمرت في عام 1910، زُعم أن الإجراء قد تم أثناء الانتقال إلى مكاتب الشركة الجديدة في هذا الوقت تقريبًا.
بعد أن اكتسب كاندلر موطئ قدم أفضل في كوكا كولا في أبريل 1888، اضطر مع ذلك إلى بيع المشروبات التي أنتجها مع الوصفة التي كان يمتلكها تحت اسمي «يم يم» و «كوكي». كان هذا بينما كان تشارلي بيمبرتون يبيع الإكسير، على الرغم من أنه خليط أكثر خشونة، تحت اسم «كوكا كولا»، كل ذلك بمباركة والده. بعد فشل كلا الاسمين في الحصول على كاندلر، بحلول منتصف عام 1888، كان صيدلي أتلانتا حريصًا جدًا على إقامة دعوى قانونية أكثر صرامة لشركة كوكا كولا، وتمنى أن يتمكن من إجبار منافسيه، ووكر ودوزيير، على الخروج تمامًا من الأعمال كذلك.
توفي جون بيمبرتون فجأة في 16 أغسطس 1888. ثم قرر آسا كاندلر المضي قدمًا بسرعة لتحقيق السيطرة الكاملة على عملية كوكا كولا بأكملها.
تشارلي بيمبرتون، مدمن على الكحول والأفيون، أثار غضب آسا كاندلر أكثر من أي شخص آخر. يقال إن كاندلر قد ناور بسرعة لشراء الحقوق الحصرية لاسم «كوكا كولا» من نجل بيمبرتون تشارلي فور علمه بوفاة الدكتور بيمبرتون. تشير إحدى القصص العديدة إلى أن كاندلر اقترب من والدة تشارلي في جنازة جون بيمبرتون وعرضت عليها 300 دولار نقدًا للحصول على لقب الاسم. تم العثور على تشارلي بيمبرتون في 23 يونيو 1894 فاقدًا للوعي وعصا من الأفيون بجانبه. بعد عشرة أيام، توفي تشارلي في مستشفى جرادي بأتلانتا عن عمر يناهز 40 عامًا.
في كتاب تشارلز هوارد كاندلر عام 1950 عن والده، قال: «في 30 أغسطس [1888]، أصبح آسا كاندلر المالك الوحيد لشركة كوكا كولا، وهي حقيقة تم ذكرها على الأوراق الرسمية، وفاتورة فارغة ونسخة إعلانية.»
مع هذا الإجراء في 30 أغسطس 1888، أصبحت سيطرة كاندلر الوحيدة من الناحية الفنية كلها صحيحة. تفاوض كاندلر مع مارغريت دوزير وشقيقها وولفولك ووكر على دفعة كاملة تصل إلى 1,000 دولار، والتي اتفق الجميع على أن كاندلر يمكن أن يسددها بسلسلة من الأوراق النقدية خلال فترة زمنية محددة. بحلول الأول من مايو عام 1889، كان كاندلر يطالب الآن بالملكية الكاملة لمشروب كوكا كولا، بإجمالي نفقات استثمارية من كاندلر لمشروع المشروبات على مر السنين بلغ 2,300 دولار.
في عام 1914، تقدمت مارغريت دوزير، بصفتها المالكة المشاركة لشركة كوكا كولا الأصلية في عام 1888، لتزعم أن توقيعها على فاتورة بيع شركة كوكا كولا لعام 1888 قد تم تزويره. كما أشار التحليل اللاحق لمستندات نقل مماثلة أخرى إلى أن توقيع جون بيمبرتون قد تم تزويره على الأرجح أيضًا، وهو ما تدعي بعض الحسابات أنه عجل به ابنه تشارلي.
في 12 سبتمبر 1919، تم شراء شركة كوكا كولا من قبل مجموعة من المستثمرين مقابل 25 دولارًا مليون وأعيد دمجها في ولاية ديلاوير. عرضت الشركة علنًا 500,000 سهم في الشركة مقابل 40 دولارًا للسهم.
في عام 1986، اندمجت شركة كوكا كولا مع اثنين من مشغلي التعبئة (المملوكة لشركة جي تي إل (JTL Corporation) وشركة بي سي آي هولدنغ (BCI Holding Corporation)) لتشكيل شركة كوكا كولا إنتربرايزز (Coca-Cola Enterprises Inc. (CCE)).
في ديسمبر 1991، اندمجت كوكا كولا إنتربرايزز (Coca-Cola Enterprises) مع شركة جونستون كوكا كولا بوتلنغ (.Johnston Coca-Cola Bottling Group, Inc).

### أصول التعبئة

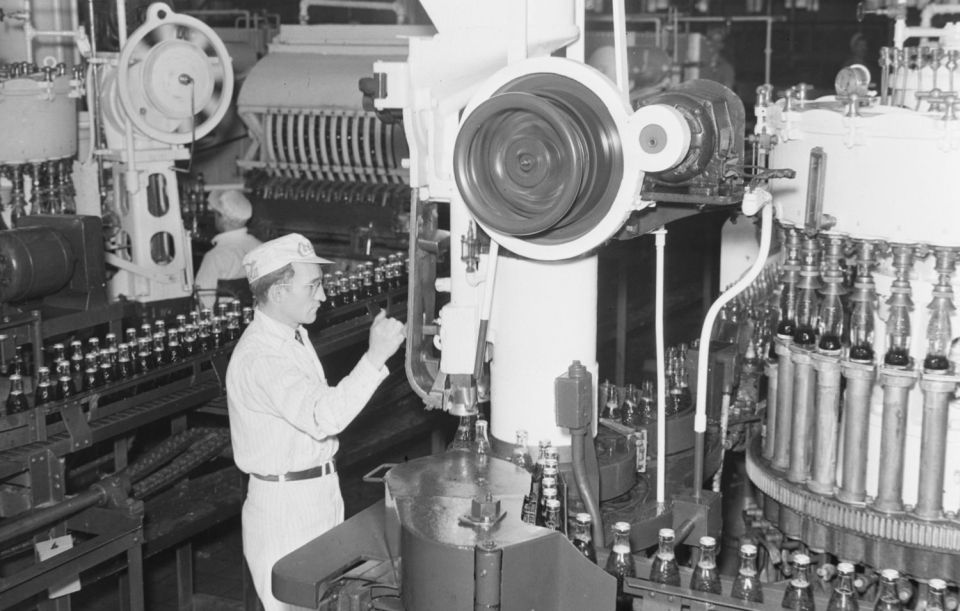
مصنع تعبئة شركة كوكا كولا كندا المحدودة 8 يناير 1941. مونتريال، كندا.

أول تعبئة لكوكا كولا حدثت في فيكسبيرغ، ميسيسيبي، في شركة بيدنهارن كاندي في 12 مارس 1894. كان صاحب أعمال التعبئة جوزيف أ. بيدنهارن. كانت الزجاجات الأصلية عبارة عن زجاجات هتشينغسون، مختلفة تمامًا عن تصميم التنورة المتعرجة اللاحق لعام 1915 المألوف الآن.
بعد بضع سنوات، اقترح اثنان من رواد الأعمال من تشاتانوغا، تينيسي، وهما بنجامين ف.توماس وجوزيف ب.وايتهيد، فكرة التعبئة وكانا مقنعين جدًا لدرجة أن كاندلر وقع عقدًا يمنحهما التحكم في الإجراء مقابل دولار واحد فقط. أدرك كاندلر لاحقًا أنه ارتكب خطأً فادحًا. لم يجمع كاندلر دولاراته أبدًا، ولكن في عام 1899، أصبحت تشاتانوغا موقعًا لأول شركة تعبئة كوكا كولا. ظل كاندلر راضيًا جدًا عن مجرد بيع شراب شركته. أثبت العقد الفضفاض أنه يمثل مشكلة لشركة كوكا كولا لعقود قادمة. لم يساعد قرار شركات التعبئة بالتعاقد من الباطن مع شركات أخرى على المسائل القانونية، لتصبح فعليًا شركات تعبئة أم. حدد هذا العقد أن الزجاجات ستباع بسعر 5 سنتات لكل منها وليس لها مدة محددة، مما أدى إلى السعر الثابت لشركة كوكا كولا من عام 1886 إلى عام 1959.

### القرن العشرون
تم رسم أول إعلان على الحائط في الهواء الطلق يروج لمشروب كوكا كولا في عام 1894 في كارترسفيل، جورجيا. تم بيع شراب الكولا كمكمل غذائي بدون وصفة طبية لاضطراب المعدة. بحلول الذكرى الخمسين لتأسيسها، وصل المشروب الغازي إلى مكانة رمز وطني في الولايات المتحدة. في عام 1935، حصل على شهادة كوشير من قبل حاخام أتلانتا توبياس غيفن. بمساعدة هارولد هيرتش، كان غيفن أول شخص خارج الشركة يرى قائمة المكونات السرية للغاية بعد أن واجهت كوك تدقيقًا من السكان اليهود الأمريكيين فيما يتعلق بوضع الشراب كوشير. ونتيجة لذلك، قامت الشركة بإجراء تغييرات طفيفة في مصادر بعض المكونات بحيث يمكن أن يستمر استهلاكها من قبل السكان اليهود في أمريكا، بما في ذلك خلال عيد الفصح.

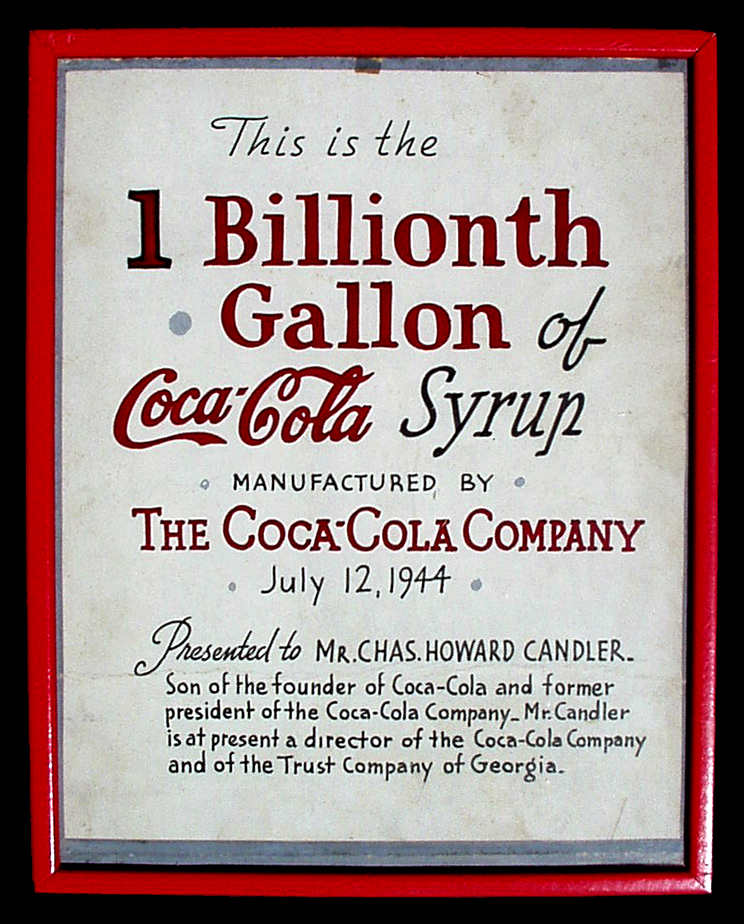
رسم أصلي مؤطر لفنان من كوكا كولا قدمته شركة كوكا كولا في 12 يوليو 1944، إلى تشارلز هوارد كاندلر بمناسبة "1 مليار جالون من شراب كوكا كولا"

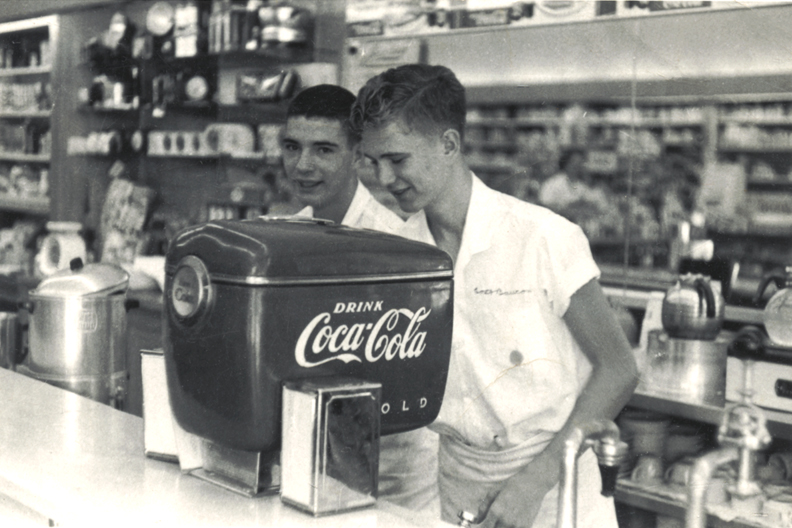
يُدّعى أنه أول تركيب في أي مكان لموزع صودا كوكا كولا طراز 1948 "بوتور"، صيدلية فليمان، أتلانتا، جورجيا. تم تقديم موزع المشروبات الغازية "بوت موتور" (Boat Motor) في أواخر الثلاثينيات من القرن الماضي وتم تصنيعه حتى أواخر الخمسينيات من القرن الماضي. الصورة حوالي عام 1948.

كانت أطول نافورة صودا كوكا كولا تجارية في أي مكان هي صيدلية فليمان في أتلانتا، والتي فتحت أبوابها لأول مرة في عام 1914. تولى جاك فليمان إدارة الصيدلية من والده وأدارها حتى عام 1995؛ اغلاقه بعد 81 عاما. في 12 يوليو 1944، تم تصنيع المليار جالون من شراب الكوكا كولا من قبل شركة كوكا كولا. ظهرت علب الكولا لأول مرة في عام 1955.

### نيو كوك (New Coke)

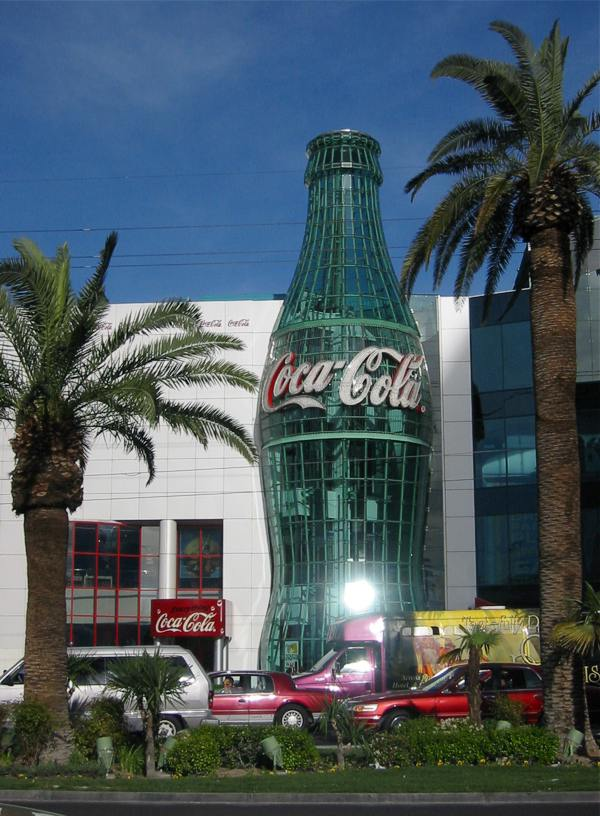
متحف لاس فيغاس ستريب وورلد أوف كوكا كولا في عام 2003

في 23 أبريل 1985، حاولت شركة كوكا كولا، وسط الكثير من الدعاية، تغيير صيغة المشروب باستخدام «نيو كوك» وتعني كوك جديد. كشفت اختبارات التذوق اللاحقة أن معظم المستهلكين يفضلون مذاق نيو كوك على كل من كوك وبيبسي ولكن إدارة كوكا كولا لم تكن مستعدة لحنين الجمهور إلى المشروب القديم، مما أدى إلى رد فعل عنيف. استسلمت الشركة للاحتجاجات وعادت إلى الصيغة القديمة تحت اسم كوكا كولا كلاسيك، في 10 يوليو 1985. ظل «نيو كوك» متوفر وتمت إعادة تسميته كوك 2 في عام 1992؛ تم إيقافه في عام 2002.

### القرن الحادي والعشرين
في 5 يوليو 2005، تم الكشف عن أن شركة كوكا كولا ستستأنف عملياتها في العراق لأول مرة منذ مقاطعة الجامعة العربية للشركة في عام 1968.
في أبريل 2007، في كندا، تم تغيير اسم «كوكا كولا كلاسيك» إلى «كوكا كولا». تمت إزالة كلمة «كلاسيك» لأن «نيو كوك» لم يعد قيد الإنتاج، مما يلغي الحاجة إلى التمييز بين الاثنين. بقيت الصيغة دون تغيير. في يناير 2009، توقفت شركة كوكا كولا عن طباعة كلمة «كلاسيك» على ملصقات 16 أوصنة أمريكية سائلة (470 مـل) زجاجات تباع في أجزاء من جنوب شرق الولايات المتحدة. كان التغيير جزءًا من إستراتيجية أكبر لتجديد صورة المنتج. تمت إزالة كلمة «كلاسيك» من جميع منتجات كوكا كولا بحلول عام 2011.
في نوفمبر 2009، بسبب الخلاف حول أسعار الجملة لمنتجات كوكا كولا، توقفت كوسكو عن إعادة تخزين أرففها بـكوك ودايت كوك لمدة شهرين. شهدت صفقة حقوق صب منفصلة في عام 2013 إزالة منتجات كوكا كولا من محاكم الطعام في كوسكو لصالح بيبسي. تبيع بعض مواقع كوسكو (مثل تلك الموجودة في توسان، أريزونا) أيضًا كوكا كولا المستوردة من المكسيك مع قصب السكر بدلاً من شراب الذرة من موزعين منفصلين. قدمت شركة كوكا كولا العلبة الصغيرة سعة 7.5 أونصة في عام 2009، وفي 22 سبتمبر 2011، أعلنت الشركة عن تخفيضات في الأسعار، وطلبت من تجار التجزئة بيع ثماني عبوات مقابل 2.99 دولارًا. في نفس اليوم، أعلنت شركة كوكا كولا عن زجاجة سعة 12.5 أونصة، لبيعها مقابل 89 سنتًا. تم بيع زجاجة سعة 16 أونصة جيدًا بسعر 99 سنتًا منذ إعادة تقديمها، لكن السعر ارتفع إلى 1.19 دولارًا.
في عام 2012، استأنفت شركة كوكا كولا أعمالها في ميانمار بعد 60 عامًا من الغياب بسبب عقوبات الاستثمار التي فرضتها الولايات المتحدة على البلاد. يقع مصنع تعبئة زجاجات كوكا كولا في يانغون وهو جزء من خطة الشركة الخمسية و 200 دولار مليون استثمار في ميانمار. ستستثمر شركة كوكا كولا مع شركائها 5 دولارات أمريكية مليار في عملياتها في الهند بحلول عام 2020.
في فبراير 2021، كخطتها لمكافحة النفايات البلاستيكية، قالت شركة كوكا كولا إنها ستبدأ بيع المشروبات الغازية في زجاجات مصنوعة من مواد بلاستيكية معاد تدويرها بنسبة 100٪ في الولايات المتحدة، وبحلول عام 2030 تخطط لإعادة تدوير زجاجة واحدة أو علبة لكل زجاجة تبيعها. بدأت شركة كوكا كولا ببيع 2000 زجاجة ورقية لمعرفة ما إذا كانت قد توقفت بسبب مخاطر السلامة وتغيير طعم المشروب.

## إنتاج

### المكونات المدرجة
- مياه غازية
- السكر (سكروز أو شراب الذرة عالي الفركتوز (HFCS) حسب بلد المنشأ)
- مادة الكافيين
- حمض الفسفوريك
- لون الكراميل (E150d)
- منكهات طبيعية[59]

علبة نموذجية من كوكا كولا (12 أونصة سائلة/355 مل) يحتوي على 39 جرامًا من السكر، 50 ملغ من الصوديوم، 0 غرام دهون 0 جرام بوتاسيوم و 140 سعرة حرارية. في 5 مايو 2014، قالت شركة كوكا كولا إنها تعمل على إزالة مكون مثير للجدل، وهو الزيت النباتي المبرووم، من مشروباتها.
عبوة 330 مل في المملكة المتحدة تحتوي على 35 جرامًا من السكر و 139 سعرًا حراريًا.

### صيغة المنكهات الطبيعية
تعتبر الصيغة الدقيقة للنكهات الطبيعية لشركة كوكا كولا (وليس مكوناتها الأخرى المدرجة على جانب الزجاجة أو العلبة) سرًا تجاريًا. تم الاحتفاظ بالنسخة الأصلية من الصيغة في الخزنة الرئيسية لبنك سن-ترست في أتلانتا لمدة 86 عامًا. كانت الشركة السابقة، شركة ترست (Trust Company)، هي ضامن الاكتتاب العام الأولي لشركة كوكا كولا في عام 1919. في 8 ديسمبر 2011، تم نقل الصيغة السرية الأصلية من قبو في سن-ترست بانكس إلى قبو جديد يحتوي على الصيغة التي سيتم عرضها لزوار متحف ورلد أوف كوكا كولا في وسط مدينة أتلانتا.

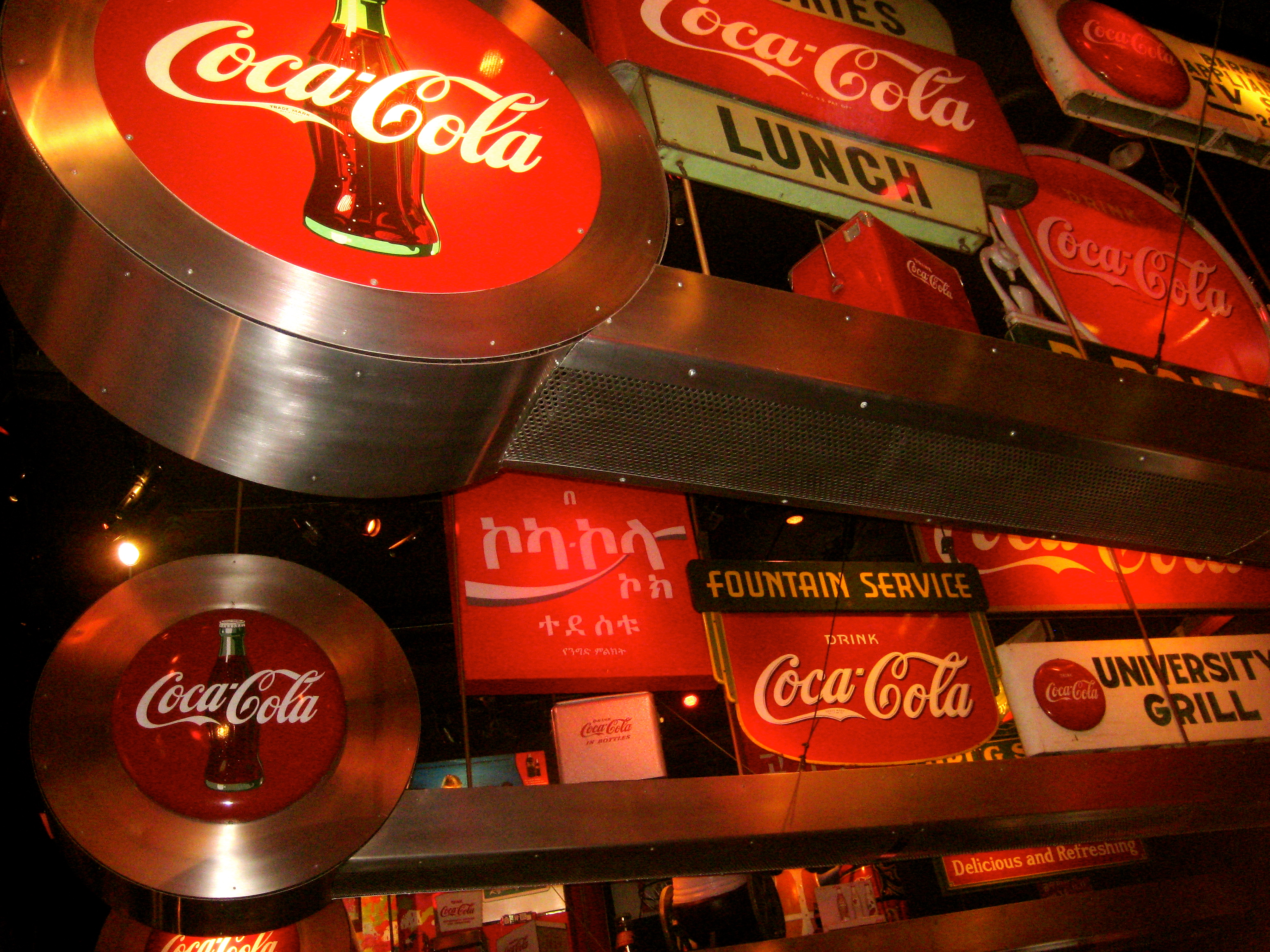
متحف كوكا كولا في أتلانتا، جورجيا

وفقًا لسنوبس، تنص الأسطورة الشائعة على أن اثنين فقط من المديرين التنفيذيين يمكنهم الوصول إلى الصيغة، حيث يمتلك كل مسؤول نصف الصيغة فقط. ومع ذلك، تشير العديد من المصادر إلى أنه في حين أن شركة كوكا كولا لديها قاعدة تقيد الوصول إلى اثنين فقط من المديرين التنفيذيين، فإن كل منهما يعرف الصيغة بأكملها والآخرون، بالإضافة إلى الثنائي المحدد، قد عرفوا عملية الصياغة.
في 11 فبراير 2011، قال إيرا غلاس في برنامجه الإذاعي العام، ذس أميريكان لايف، أن موظفي البرنامج وجدوا وصفة في «كتاب وصفة إيفريت بيل» (Everett Beal's Recipe Book)، الذي أعيد إصداره في عدد 28 فبراير 1979 من ذا أتلانتا جورنال-كونستتوشن، كانوا يعتقدون أنها إما صيغة بيمبرتون الأصلية لكوكا كولا، أو نسخة صنعها قبل أو بعد وصول المنتج إلى السوق في عام 1886. تتطابق الصيغة بشكل أساسي مع تلك الموجودة في مذكرات بيمبرتون. أقر فيل موني، أمين أرشيف شركة كوكا كولا، بأن الوصفة «يمكن أن تكون مقدمة» للصيغة المستخدمة في منتج 1886 الأصلي، لكنه أكد أن صيغة بيمبرتون الأصلية ليست هي نفسها المستخدمة في المنتج الحالي.

### استخدام المنشطات في الصيغة

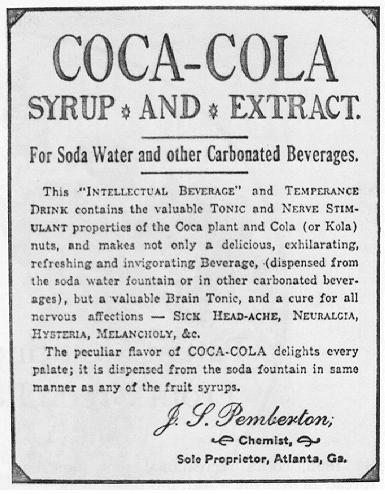
إعلان لكوكا كولا في البدايات

عندما تم إطلاقه، كان المكونان الرئيسيان لكوكا كولا هما الكوكايين والكافيين. تم اشتقاق الكوكايين من أوراق الكوكا والكافيين من جوز الكولا (التي كانت مكتوبة أيضًا «جوز الكولا» في ذلك الوقت)، مما أدى إلى اسم كوكا كولا.

#### أوراق الكوكا
طلب بيمبرتون خمس أونصات من أوراق الكوكا لكل جالون من الشراب (حوالي 37 ز / لتر)، جرعة كبيرة؛ في عام 1891، ادعى كاندلر أن صيغته (التي تم تغييرها على نطاق واسع من أصل بيمبرتون الأصلي) تحتوي على عُشر هذه الكمية فقط. احتوت كوكا كولا ذات مرة على ما يقدر بتسعة مليغرامات من الكوكايين لكل كوب. (للمقارنة، الجرعة النموذجية أو «خط» الكوكايين هو 50-75 ملغ.) في عام 1903، تمت إزالته.
بعد عام 1904، بدلاً من استخدام الأوراق الطازجة، بدأت شركة كوكا كولا في استخدام الأوراق «المستهلكة» - بقايا عملية استخراج الكوكايين مع وجود نسب ضئيلة من الكوكايين. منذ ذلك الحين (بحلول عام 1929)، استخدمت كوكا كولا خلاصة أوراق الكوكا الخالية من الكوكايين. اليوم، يتم تحضير هذا المستخلص في مصنع شركة ستيبان في مايوود، نيوجيرسي، المصنع الوحيد المرخص له من قبل الحكومة الفيدرالية لاستيراد ومعالجة أوراق الكوكا، والتي تحصل عليها من بيرو وبوليفيا. تستخرج شركة ستيبان الكوكايين من أوراق الكوكا، ثم تبيعه بعد ذلك إلى شركة مالينكروت، الشركة الوحيدة في الولايات المتحدة المرخصة لتنقية الكوكايين للاستخدام الطبي.
بعد فترة طويلة من توقف الشراب عن احتواء أي كمية كبيرة من الكوكايين، ظلت كلمة «مخدر» في ولاية كارولينا الشمالية لغة عامية شائعة بالنسبة لكوكا كولا، وكانت «عربات المخدر» عبارة عن شاحنات تنقلها.

#### مكسرات كولا للكافيين
تعمل جوز الكولا كنكهة والمصدر الأصلي للكافيين في كوكا كولا. يحتوي على حوالي 2.0 إلى 3.5٪ من الكافيين، وله نكهة لاذعة.
في عام 1911، رفعت الحكومة الأمريكية دعوى قضائية ضد الولايات المتحدة ضد. أربعون برميلًا وعشرون برميلًا من كوكا كولا، على أمل إجبار شركة كوكا كولا على إزالة الكافيين من تركيبته. وجدت المحكمة أن الشراب، عند تخفيفه وفقًا للتوجيهات، سينتج عنه مشروب يحتوي على 1.21 حبة (أو 78.4 حبة) ملغ) من الكافيين لكل 8 أوصنة أمريكية سائلة (240 مـل) خدمة. تم الفصل في القضية لصالح شركة كوكا كولا في محكمة المقاطعة، ولكن في وقت لاحق في عام 1912، تم تعديل قانون الغذاء والدواء الأمريكي النقي، مضيفًا مادة الكافيين إلى قائمة المواد «المسببة للإدمان» و «الضارة» التي يجب أن تكون مدرجة على ملصق المنتج. في عام 1913، تم استئناف القضية أمام الدائرة السادسة في سينسيناتي، حيث تم تأكيد الحكم، ولكن بعد ذلك استأنف مرة أخرى في عام 1916 أمام المحكمة العليا، حيث فازت الحكومة فعليًا حيث تم الأمر بمحاكمة جديدة. ثم خفضت الشركة طواعية كمية الكافيين في منتجها، وعرضت دفع التكاليف القانونية للحكومة لتسوية وتجنب المزيد من الدعاوى القضائية.
يحتوي كوكا كولا على 34 ملغ من الكافيين لكل 12 أونصة سائلة (9.8 مجم لكل 100 مل).

### نموذج الإنتاج الحاصل على الامتياز
يتبع الإنتاج والتوزيع الفعليين لشركة كوكا كولا نموذج الامتياز. لا تنتج شركة كوكا كولا سوى مركز الشراب الذي تبيعه لشركات التعبئة في جميع أنحاء العالم، ممن يمتلكون امتيازات كوكا كولا لمنطقة جغرافية واحدة أو أكثر. ينتج المعبئون المشروب النهائي عن طريق خلط الشراب بالماء المصفى والمحليات، ووضع الخليط في علب وزجاجات، وكربنته، ثم يقوم المعبئون ببيعه وتوزيعه على متاجر البيع بالتجزئة، آلات البيع، المطاعم، وموزعي خدمات الطعام.
تمتلك شركة كوكا كولا حصصًا أقلية في بعض أكبر امتيازاتها، مثل كوكا كولا إنتربرايزز، كوكا كولا أماتيل، كوكا كولا هيلينيك بوتلنغ كومباني، كوكا كولا إف إي إم إس أي، بالإضافة إلى بعض الشركات الأصغر، مثل كوكا كولا بوتلرز أوزبكستان، لكن شركات التعبئة المستقلة تنتج ما يقرب من نصف الكمية المباعة في العالم. يُسمح لشركات التعبئة المستقلة بتحلية الشراب وفقًا للأذواق المحلية.
حصل مصنع التعبئة في سكوبي، مقدونيا، على جائزة «أفضل شركة تعبئة» في عام 2009.

## الانتشار الجغرافي
منذ أن أعلنت عن نيتها بدء التوزيع في ميانمار في يونيو 2012، أصبحت كوكا كولا متاحة رسميًا في كل بلد في العالم باستثناء كوبا وكوريا الشمالية. ومع ذلك، يُقال إنه متاح في كلا البلدين باعتباره استيرادًا رماديًا (استيراد منتجات أصلية دون إذن من صاحب الملكية الفكرية).

شعار كوكا كولا بالعربية

كانت كوكا كولا نقطة نقاش قانونية في الشرق الأوسط. في أوائل القرن العشرين، تم إصدار فتوى في مصر لمناقشة مسألة «ما إذا كان مسموحًا للمسلمين بشرب الكوكا كولا وبيبسي كولا». تنص الفتوى على ما يلي: «عند المسلمين الحنفية والشافعية وغيرهما، فإن حكم الشريعة الإسلامية في تحريم الأطعمة والمشروبات أو السماح بها مبني على افتراض أن مثل هذه الأشياء مباحة إلا إذا ثبت أنها ممنوعة بحكم القرآن». ذكر الفقهاء المسلمون أنه ما لم يحظر القرآن على وجه التحديد استهلاك منتج معين، فيجوز الاستهلاك. تمت مناقشة بند آخر، حيث يتم تطبيق نفس القواعد إذا كان الشخص غير مدرك لحالة أو مكونات العنصر المعني.
كان معمل كوكا كولا في العراق انشئ في 1950 من قبل المؤسس نعيم دنكور ويقع المعمل في العاصمة بغداد في بداية شارع شيخ عمر (المنسوب إلى عمر السهروردي) وكان يتميز بواجهته الزجاجية الواسعة التي تكشف على المعمل ومكائنه. أعلنت كوكا كولا يوم 5 يوليو عام 2005 عن استئنافها لعمليات الإنتاج في العراق للمرة الأولى منذ مقاطعة منظمة الجامعة العربية للشركة عام 1968.
دخلت شركة كوكا كولا السوق الصينية لأول مرة في عشرينيات القرن الماضي واختارت اسمًا محليًا "蝌蝌啃蜡" (Ke-Ke Ken-La؛ كي-كي كين-لا)، ولكن بدا الاسم مثل مضغ كتل الشمع، مما أدى إلى ضعف مبيعات المنتجات. في الثلاثينيات، الاسم المترجم الجديد "(可口可樂（可口可乐" (Ke-kou ke-le؛ كي-كو كي-كي) التي تعني«لذيذ ومُسلي»، تم استبدالها، مع مراعاة تأثيرات ترجمة المقطع اللفظي وترجمة المعنى، بحيث زادت مبيعات المنتج وأصبحت حالة ترجمة جيدة. تذكر مقدمة القصة من كوكا كولا أن شيانغ يي قدم الاسم المحلي الجديد، ولكن هناك أيضًا مصادر أن الاسم المحلي ظهر قبل عام 1935، أو أنه قد تم إعطاؤه من قبل شخص يدعى جيروم تي ليو الذي درس في جامعة كولومبيا بنيويورك.

## محفظة العلامة التجارية

شعار "كوك" مختصر يستخدم على العبوات ومُدرج في شعارات بعض تنوعات النكهات.

هذه قائمة بأشكال كوكا كولا التي تم تقديمها حول العالم. بالإضافة إلى النسخة الأصلية الخالية من الكافيين، تم تضمين نكهات فواكه إضافية على مر السنين. لم يتم تضمين إصدارات دايت كوك وكوكا كولا زيرو شوغر هنا؛ يمكن العثور على إصدارات مختلفة من تلك الكولا الخالية من السعرات الحرارية في المقالات الخاصة بها.

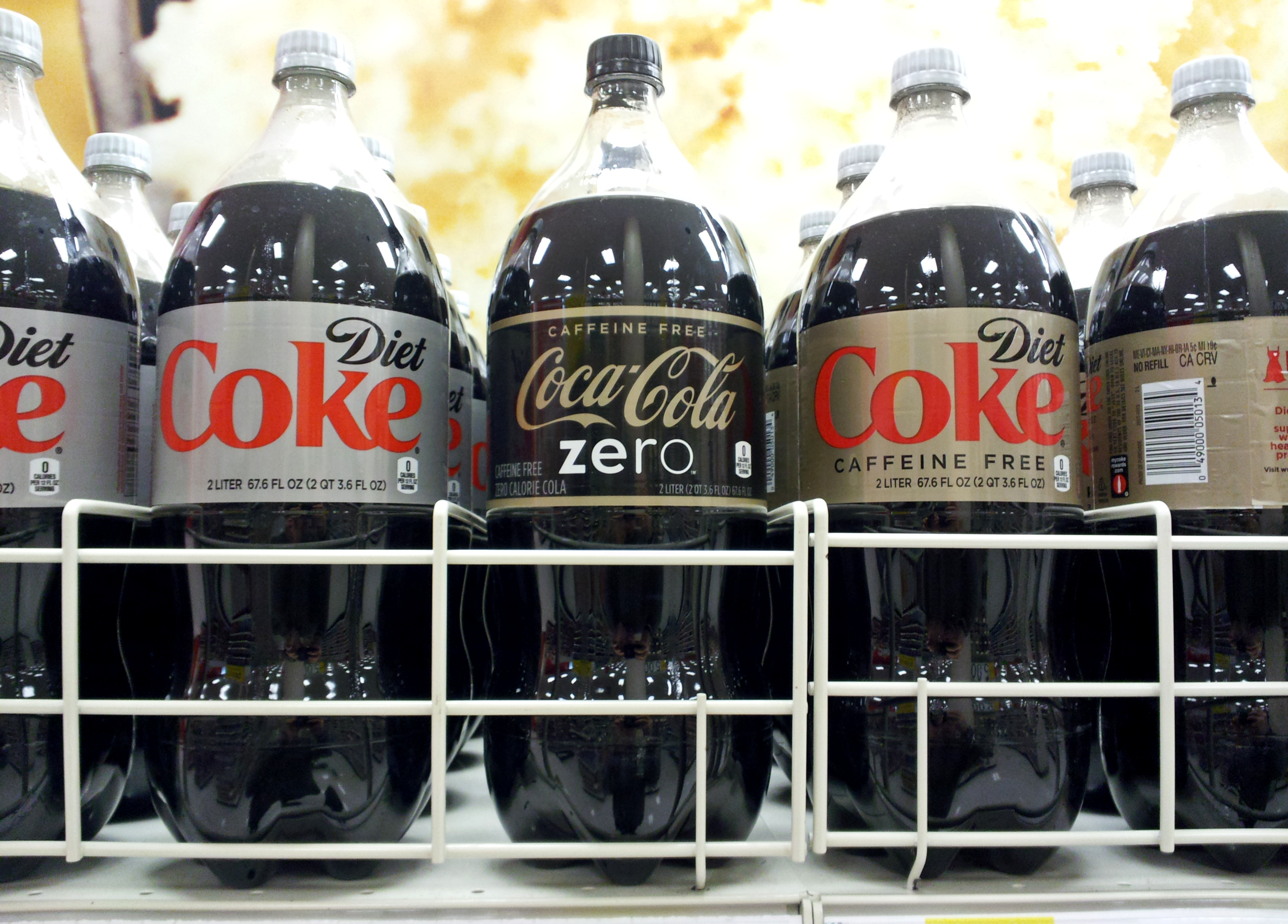
أنواع كوكا كولا الخالية من الكافيين

- كافيين-فري كوكا كولا (Caffeine-Free Coca-Cola؛ 1983–حتى الآن) - كوكا كولا بدون الكافيين.

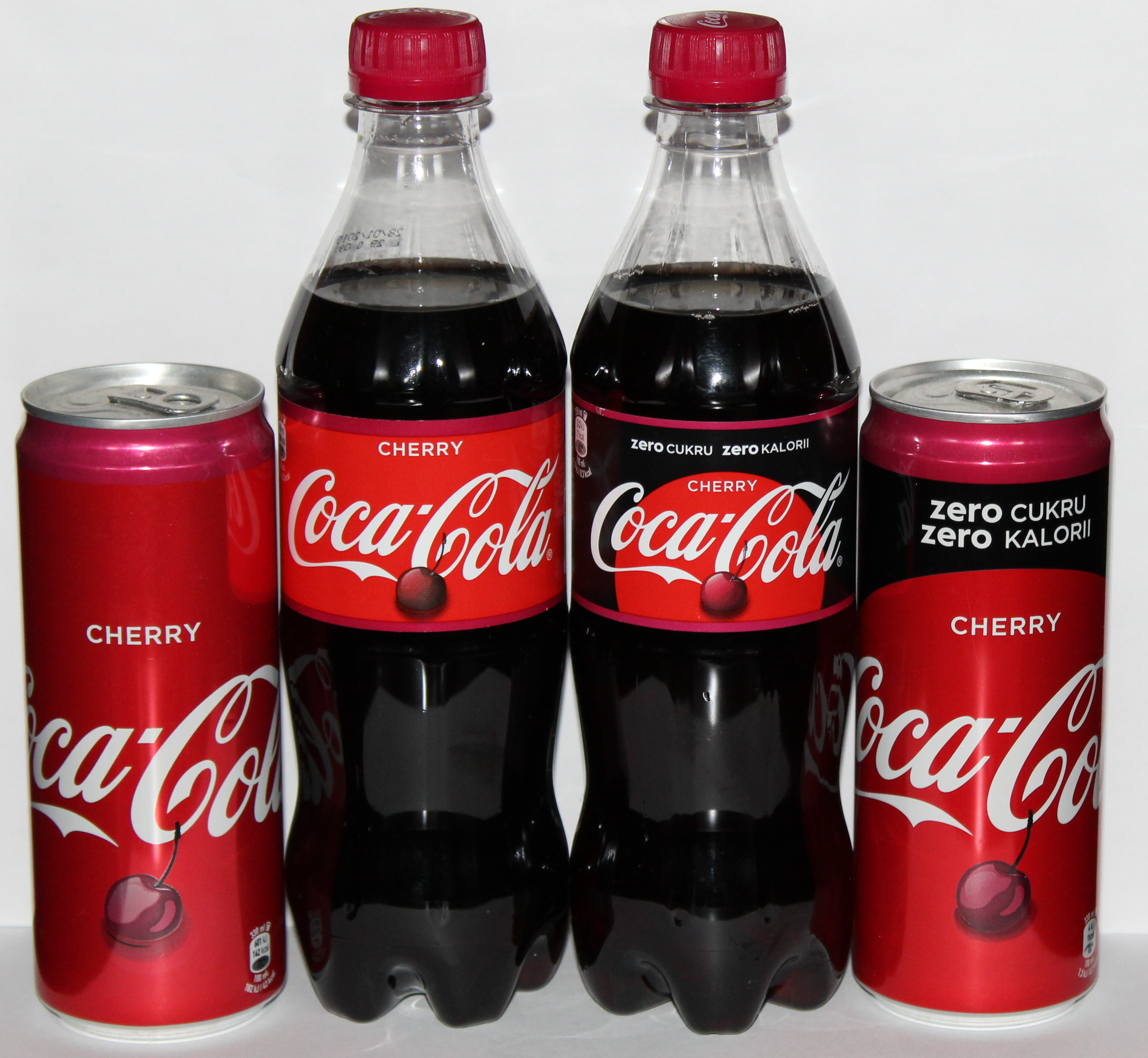
عبوات وعلب كوكا كولا تشيري بأحجام متنوعة

- كوكا كولا تشيري (Coca-Cola Cherry؛ 1985–حتى الآن) - كوكا كولا بنكهة الكرز. كان متاحًا في كندا بدءًا من عام 1996. تم تسويقها في الأصل باسم تشيري كوك (تشيري كوكا كولا) في أمريكا الشمالية حتى عام 2006.
- نيو كوك / كوكا كولا 2 (New Coke / Coca-Cola II؛ 1985–2002) - تغيير غير محبوب في الصيغة، بقي بعد أن عادت الصيغة الأصلية بسرعة وتم تغيير علامتها التجارية لاحقًا إلى كوكا كولا 2 حتى تم إيقافها بالكامل في عام 2002. في عام 2019، أعيد تقديم نيو كوك إلى السوق للترويج للموسم الثالث من سلسلة نتفليكس الأصلية، أشياء أكثر غرابة.[95]
- كان غولدن كوكا كولا (Golden Coca-Cola؛ 2001) إصدارًا محدودًا أنتجته شركة بكين كوكا كولا للاحتفال بعرض بكين الناجح لاستضافة الألعاب الأولمبية 2008.
- كوكا كولا وذ ليمون (Coca-Cola with Lemon؛ 2001–2005) - كوكا كولا بنكهة الليمون. متاح في: أستراليا، ساموا الأمريكية، النمسا، بلجيكا، البرازيل، الصين، الدنمارك، اتحاد البوسنة والهرسك، فنلندا، فرنسا، ألمانيا، هونغ كونغ، أيسلندا، كوريا، لوكسمبورغ، ماكاو، ماليزيا، منغوليا، هولندا، كاليدونيا الجديدة، نيوزيلندا، ريونيون، سنغافورة، إسبانيا، سويسرا، تايوان، تونس، المملكة المتحدة، الولايات المتحدة، والضفة الغربية - غزة

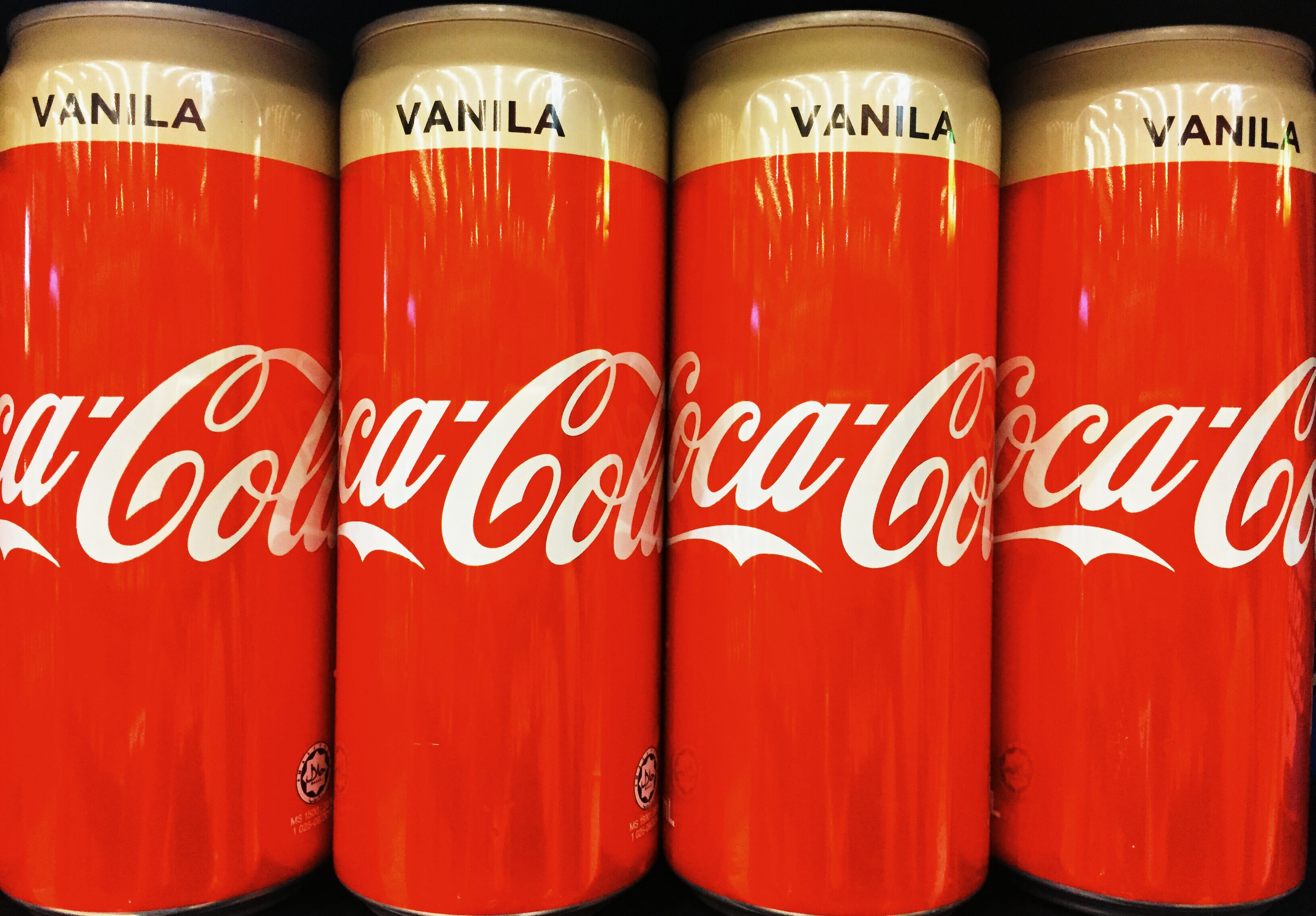
علب كوكا كولا بالفانيليا في ماليزيا

- كوكا كولا فانيلا (Coca-Cola Vanilla؛ 2002–2005؛ 2007–حتى الآن) - كوكا كولا بنكهة الفانيليا. متوفر في: النمسا وأستراليا والصين وجمهورية التشيك وكندا وفنلندا وفرنسا وألمانيا وهونغ كونغ ونيوزيلندا وماليزيا وسلوفاكيا وجنوب إفريقيا والسويد وسويسرا والمملكة المتحدة والولايات المتحدة. أعيد تقديمه في يونيو 2007 بناءً على طلب شعبي.

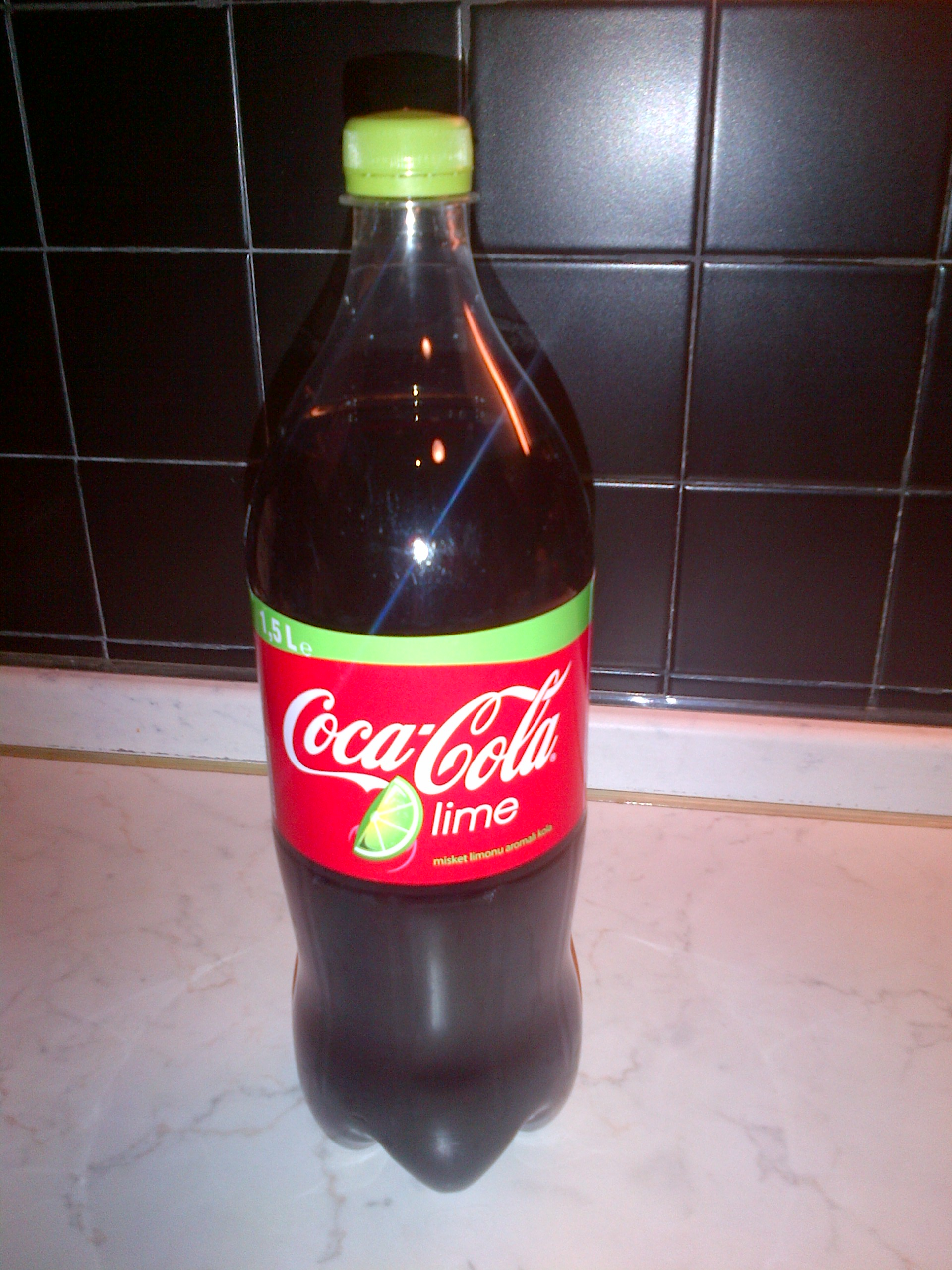
عبوة كوكا كولا بالليم

- كوكا كولا وذ لَيّم (Coca-Cola with Lime؛ 2005–حتى الآن) - كوكا كولا بنكهة الليم. متوفر في بلجيكا وليتوانيا وهولندا وسنغافورة وكندا والمملكة المتحدة والولايات المتحدة.
- كوكا كولا رازبيري (Coca-Cola Raspberry؛ 2005؛ 2009–حتى الآن) - كوكا كولا بنكهة التوت. متوفر في الأصل فقط في نيوزيلندا. متوفر في أستراليا والولايات المتحدة والمملكة المتحدة في نافورة كوكا كولا فريستايل منذ عام 2009.
- كوكا كولا سيترا (Coca-Cola Citra؛ 2005–حتى الآن) - كوكا كولا بنكهة الحمضيات. متوفر فقط في البوسنة والهرسك، نيوزيلندا واليابان.
- كوكا كولا بلاك تشيري فانيلا (Coca-Cola Black Cherry Vanilla؛ 2006–2007) - كوكا كولا مع مزيج من الكرز الأسود ونكهة الفانيليا. تم استبداله واستبداله بفانيلا كوك في يونيو 2007.
- كوكا كولا بلاك (Coca-Cola Blāk؛ 2006–2008) - كوكا كولا بنكهة القهوة الغنية، وتعتمد الصيغة على البلد. متوفر فقط في الولايات المتحدة وفرنسا وكندا وجمهورية التشيك والبوسنة والهرسك وبلغاريا وليتوانيا
- كوكا كولا أورانج (Coca-Cola Orange؛ 2007) - كوكا كولا بنكهة البرتقال. كان متاحًا في المملكة المتحدة وجبل طارق لفترة محدودة. في ألمانيا والنمسا وسويسرا يُباع تحت علامة ميزو ميكس. متوفر حاليًا في منافذ نافورة كوكا كولا فريستايل في الولايات المتحدة منذ عام 2009، وفي المملكة المتحدة منذ عام 2014.
- كوكا كولا لايف (Coca-Cola Life؛ 2013–2020) - نسخة من كوكا كولا مع ستيفيا والسكر كمحليات وليس مجرد سكر.
- كوكا كولا جينجر (Coca-Cola Ginger؛ 2016–حتى الآن) - نسخة تمتزج في طعم بيرة الزنجبيل. متوفر في أستراليا ونيوزيلندا وكإصدار محدود في فيتنام.
- كوكا كولا أورنج فانيلا (Coca-Cola Orange Vanilla؛ 2019–2021) - كوكا كولا بنكهة البرتقال والفانيليا (المقصود بها تقليد نكهة كريمة البرتقال). تم توفيره على مستوى البلاد في الولايات المتحدة في 25 فبراير 2019.[96]
- كوكا كولا إينرجي (Coca-Cola Energy؛ 2019–حتى الآن) - مشروب طاقة له نكهة مماثلة لنكهة كوكا كولا القياسية، مع غورانا، وفيتامين ب3 (نياسيناميد)، وفيتامين ب6 (بيريدوكسين هيدروكلوريد)، والكافيين الإضافي. تم تقديمه في عام 2019 في المملكة المتحدة،[97] وتم إصداره في الولايات المتحدة وكندا في يناير 2020.[98] متوفر أيضًا في متغيرات خالية من السكر والكرز وخالي من السكر + الكرز. في مايو 2021، أعلنت الشركة أنها ستتوقف عن إنتاج المنتج في أمريكا الشمالية لكنه سيبقى متاحًا في أماكن أخرى وستركز على مشروباتها التقليدية.[99]
- كوكا كولا سينامون (Coca-Cola Cinnamon؛ 2019–2020) - كوكا كولا بنكهة القرفة. صدر في أكتوبر 2019 في الولايات المتحدة كإصدار محدود لموسم العطلات 2019.[100] أصبحت متاحة مرة أخرى في عام 2020 لموسم العطلات.
- كوكا كولا وذ كوفي (Coca-Cola with Coffee؛ 2019–حتى الآن) - كوكا كولا، مع القهوة. تم طرحه في عام 2019 في أسواق أوروبية مختلفة، وتم طرحه في الولايات المتحدة وكندا في يناير 2021. متوفر بمزيج داكن، وإصدارات الفانيليا والكراميل، وأيضًا بمزيج داكن خالٍ من السكر ومتغيرات الفانيليا.
- كوكا كولا تشيري فانيلا (Coca-Cola Cherry Vanilla؛ 2020–حتى الآن) - كوكا كولا بنكهة الكرز والفانيليا. صدر في الولايات المتحدة في 10 فبراير 2020.
- كوكا كولا ستارلايت (Coca-Cola Starlight؛ 2022–حتى الآن) - كوكا كولا بنكهة غامضة مستوحاة من الفضاء. صدر في أمريكا الشمالية في 21 فبراير 2022 كإصدار محدود.
- كوكا كولا مارشميلو (Coca-Cola Marshmello؛ 2022–حتى الآن) - كوكاكولا بنكهة الفراولة والبطيخ، مصنوع بالتعاون مع مارشميلو. صدر في عام 2022 كإصدار محدود.[101]

### تصميم الشعار
تم إنشاء شعار كوكا كولا بواسطة كاتب حسابات جون بمبرتون، فرانك ماسون روبنسون، في عام 1885. جاء روبنسون بالاسم واختار النص المخطوطي المميز للشعار. تم تطوير أسلوب الكتابة المستخدم، المعروف باسم نص سبنسريان، في منتصف القرن التاسع عشر وكان الشكل السائد للكتابة اليدوية الرسمية في الولايات المتحدة خلال تلك الفترة.
لعب روبنسون أيضًا دورًا مهمًا في الإعلان المبكر لكوكا كولا. تضمنت اقتراحاته الترويجية إلى بيمبرتون التخلي عن آلاف كوبونات المشروبات المجانية وإلصاق مدينة أتلانتا باللافتات الدعائية وعلامات الترام.
خضعت شركة كوكا كولا للتدقيق في مصر عام 1951 بسبب نظرية المؤامرة التي تقول إن شعار كوكا كولا، عندما ينعكس في المرآة، يوضح «لا محمد لا مكة» بالعربية. انتشرت شائعات حول نفس الموضوع في أوائل القرن الحادي والعشرين.

### تصميم زجاجة كونتور

صورة إيرل آر دين يقف بجوار آلة جوني بول، آلة القوالب المستخدمة لإنتاج زجاجات كوكا كولا المبكرة

تم إنشاء زجاجة كوكا كولا، المسماة "زجاجة كونتور" (Contour) داخل الشركة، بواسطة مصمم الزجاجة إيرل آر دين والمستشار العام لكوكا كولا، هارولد هيرش. في عام 1915، تم تمثيل شركة كوكا كولا من قبل مستشارهم العام لإطلاق مسابقة بين موردي الزجاجات وكذلك أي مشاركين في المنافسة لإنشاء زجاجة جديدة لمشروبهم والتي من شأنها أن تميزها عن زجاجات المشروبات الأخرى، يمكن لأي شخص التعرف عليه حتى لو شعر به في الظلام، وبالتالي يتشكل بحيث أنه حتى لو كان مكسورًا، يمكن لأي شخص أن يعرف ما هو عليه في لمحة".
قام تشابمان جيه روت، رئيس شركة روت غلاس في تير هوت بولاية إنديانا، بتسليم المشروع إلى أعضاء طاقمه الإشرافي، بما في ذلك مدقق حسابات الشركة تي كلايد إدوارد، ومشرف المصنع أليسندر ساميوليسُن، وإيرل آر دين مشرف غرفة صب الزجاجات. قرر الجذر ومرؤوسوه بناء تصميم الزجاجة على أحد مكوِّني الصودا، أوراق الكوكا أو جوز الكولا، لكنهم لم يكونوا على دراية بالشكل الذي يبدو عليه أي من المكونين. ذهب دين وإدواردز إلى مكتبة إيملين فيربانكس التذكارية ولم يتمكنوا من العثور على أي معلومات حول الكوكا أو الكولا. بدلاً من ذلك، استوحى دين من صورة حبة الكاكاو على شكل القرع في موسوعة بريتانيكا. رسم دين رسمًا تقريبيًا للقرن وعاد إلى النبات لإظهار الجذر. شرح لروت كيف يمكنه تحويل شكل الكبسولة إلى زجاجة. أعطى الجذر العميد موافقته.
في مواجهة الصيانة المجدولة القادمة لآلات صنع القوالب، على مدار الـ 24 ساعة التالية، رسم دين رسمًا مفاهيميًا تمت الموافقة عليه من قبل روت في صباح اليوم التالي. وافق تشامبان روت على النموذج الأولي للزجاجة وتم إصدار براءة اختراع للتصميم على الزجاجة في نوفمبر 1915. لم يصل النموذج الأولي إلى الإنتاج أبدًا نظرًا لأن قطره الأوسط كان أكبر من قاعدته، مما يجعله غير مستقر على أحزمة النقل. قام دين بحل هذه المشكلة عن طريق تقليل القطر الأوسط للزجاجة. خلال مؤتمر عام 1916 لتعبئة الزجاجات، تم اختيار زجاجة كونتور دين على مداخل أخرى وكانت معروضة في السوق في نفس العام. بحلول عام 1920، أصبحت زجاجة كونتور هي المعيار لشركة كوكا كولا. تم تسجيل براءة اختراع نسخة منقحة في عام 1923. لأن مكتب براءات الاختراع أصدر جريدة البراءات يوم الثلاثاء، تم تسجيل براءة اختراع الزجاجة في 25 ديسمبر 1923، وأطلق عليها اسم «زجاجة عيد الميلاد». اليوم، زجاجة كوكا كولا هي واحدة من أكثر العبوات شهرة على هذا الكوكب... «حتى في الظلام!».
كمكافأة على جهوده، عُرض على دين الاختيار بين مكافأة قدرها 500 دولار أو وظيفة مدى الحياة في شركة روت غلاس. اختار الوظيفة مدى الحياة واحتفظ بها حتى اشترت شركة أوينز-إلينوي غلاس شركة روت غلاس في منتصف الثلاثينيات. ذهب دين للعمل في مصانع الزجاج الأخرى في الغرب الأوسط.
قام ريموند لوي بتحديث التصميم في عام 1955 لاستيعاب التنسيقات الأكبر.
عزا آخرون مصدر إلهام التصميم ليس إلى جراب الكاكاو، ولكن إلى فستان فيكتوري ذو طوق.
في عام 1944، استغل القاضي المساعد روجر ج. ترينور من المحكمة العليا في كاليفورنيا قضية تتعلق بنادلة أصيبت بانفجار زجاجة كوكا كولا لتوضيح مبدأ المسؤولية الصارمة عن المنتجات المعيبة. رأي ترينور المؤيد في قضية إسكولا ضد. شركة كوكا كولا بوتلنغ على نطاق واسع بأنها حالة بارزة في قانون الولايات المتحدة اليوم.

#### أمثلة

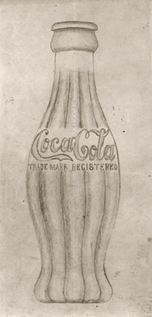
رسم مفهوم إيرل آر دين  [لغات أخرى]‏ الأصلي لعام 1915 لزجاجة كوكا كولا
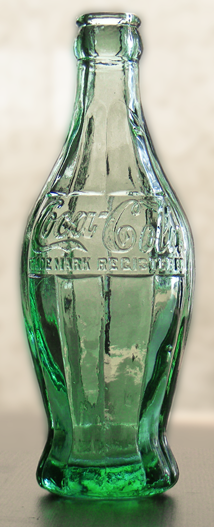
لم يصل النموذج الأولي إلى الإنتاج أبدًا نظرًا لأن قطره الأوسط كان أكبر من قاعدته، مما يجعله غير مستقر على أحزمة النقل.
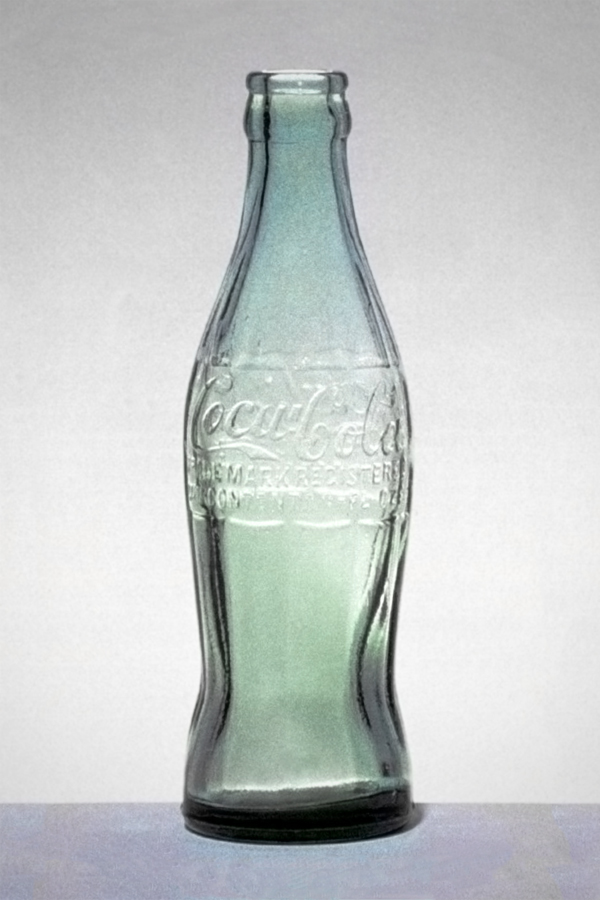
نسخة الإنتاج النهائية مع قسم أوسط أنحف
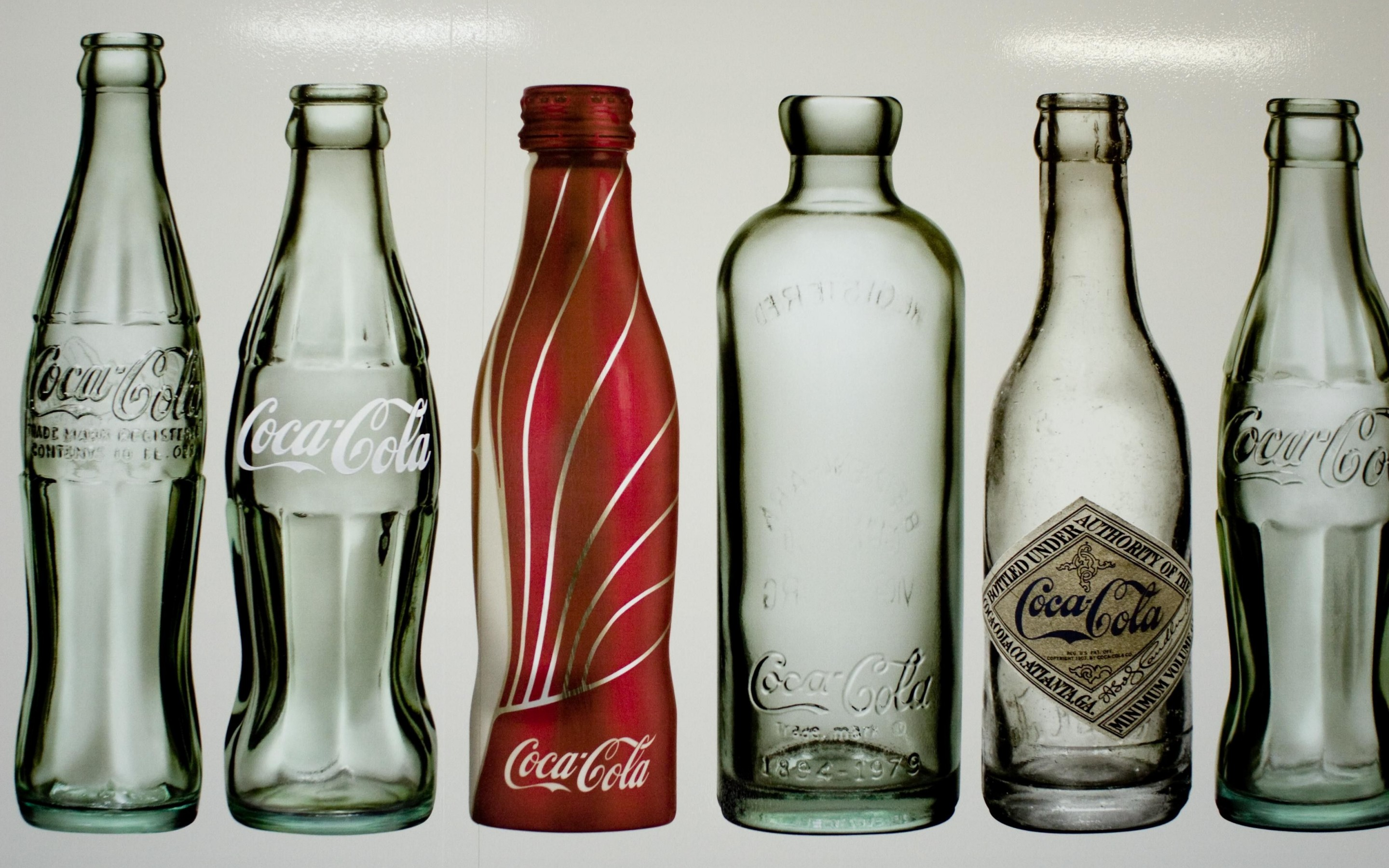
العديد من زجاجات الكوكا التاريخية

### زجاجات المصمم
كارل لاغرفيلد هو أحدث مصمم ابتكر مجموعة من زجاجات الألمنيوم لكوكا كولا. لا يعد لاغرفيلد أول مصمم أزياء يصمم نسخة خاصة من زجاجة كوكا كولا كونتور الشهيرة. تم إنشاء عدد من الزجاجات الأخرى ذات الإصدار المحدود من قبل مصممي الأزياء من أجل كوكا كولا لايت صودا في السنوات القليلة الماضية، بما في ذلك جان بول غولتييه.
في عام 2009، في إيطاليا، قامت كوكا كولا لايت بتكريم الموضة للاحتفال بمرور 100 عام على زجاجة كونتور مميزة. المصممون الإيطاليون المشهورون ألبيرتا فيريتي، بلومارين، إيترو، فيندي، مارني، ميسوني، موسكينو، وفيرزاتشي صمموا زجاجات إصدارات محدودة.
في عام 2019، شاركت كوكا كولا أول زجاجة مشروب مصنوعة من بلاستيك المحيط.

## منافسين
بيبسي، المنتج الرئيسي لبيبسيكو، المنافس الرئيسي لكوكا كولا في صناعة المشروبات الغازية، عادة ما يكون في المرتبة الثانية بعد كوك في المبيعات، ويبيع أعلى من كوكا كولا في بعض الأسواق. آر سي كولا، المملوكة الآن من قبل مجموعة دكتور ببر سْنابل، ثالث أكبر شركة لتصنيع المشروبات الغازية، متاحة أيضًا على نطاق واسع.
في جميع أنحاء العالم، تتنافس العديد من العلامات التجارية المحلية مع شركة كوكا كولا. في أمريكا الجنوبية والوسطى، تعتبر كولا ريال، المعروفة أيضًا باسم بيغ كولا، منافسًا متزايدًا لشركة كوكا كولا. في جزيرة كورسيكا الفرنسية، تعتبر كورسيكا كولا، التي يصنعها مصنعو بيرة بيترا المحلية، منافسًا متزايدًا لشركة كوكا كولا. في منطقة بريتاني الفرنسية، يتوفر بريزه كولا. في بيرو، تفوقت إنكا كولا على شركة كوكا كولا، مما دفع شركة كوكا كولا إلى شراء العلامة التجارية في عام 1999. في السويد، يتفوق يولمست على كوكا كولا خلال موسم عيد الميلاد. في اسكتلندا، كان منتج إيرن برو المنتج محليًا أكثر شهرة من كوكا كولا حتى عام 2005، عندما بدأت كوكا كولا ودايت كوك بالتفوق على مبيعاتها. في ألمانيا الشرقية السابقة، اكتسبت شعبية فيتا كولا، التي اخترعت خلال الحكم الشيوعي.
في الهند، احتلت شركة كوكا كولا المرتبة الثالثة خلف شركة بيبسي كولا، والمشروب المحلي ثمز اب. اشترت شركة كوكا كولا شركة ثمز اب في عام 1993. اعتبارًا من 2004، كوكا كولا تمتلك 60.9٪ من حصة السوق في الهند. تروبيكولا، مشروب محلي، يتم تقديمه في كوبا بدلاً من كوكا كولا، بسبب الحظر الذي تفرضه الولايات المتحدة. كانت تتنافس العلامة التجارية الفرنسية مكة كولا والعلامة التجارية البريطانية قبلة كولا على شركة كوكا كولا في أجزاء من الشرق الأوسط.
في تركيا، كولا توركا، في إيران والشرق الأوسط، زمزم كولا وبارسي كولا، في بعض أجزاء الصين، تشاينا كولا، في جمهورية التشيك وسلوفاكيا، كوفولا، في سلوفينيا، كوكتا، ومركاتور كولا الرخيصة، تباع فقط في أكبر سلسلة سوبر ماركت في البلاد، ميراكتور، هم بعض المنافسين للعلامة التجارية. كلاسيكو كولا، الذي تصنعه مجموعة تيكو، أكبر شركة تصنيع في مدغشقر، هو منافس لشركة كوكا كولا في العديد من المناطق.
في عام 2021، قدمت كوكا كولا التماسًا لإلغاء التسجيلات الخاصة بالعلامات ثمز اب ولِمكا (Limca) الصادرة إلى ميناكسي إنتربريسيس استنادًا إلى تحريف المصدر. خلص مجلس محاكمة العلامات التجارية والاستئناف إلى أن «ميناكسي تورطت في إساءة استخدام صارخة بطريقة محسوبة للتداول على السمعة الحسنة وسمعة كوكا كولا في محاولة لإرباك المستهلكين في الولايات المتحدة بأن علامتي ثمز اب ولِمكا مرخصة أو منتجة عن طريق مصدر نفس أنواع الكولا وصودا الليم والليمون التي تباع تحت هذه العلامات لعقود في الهند».

## دعاية

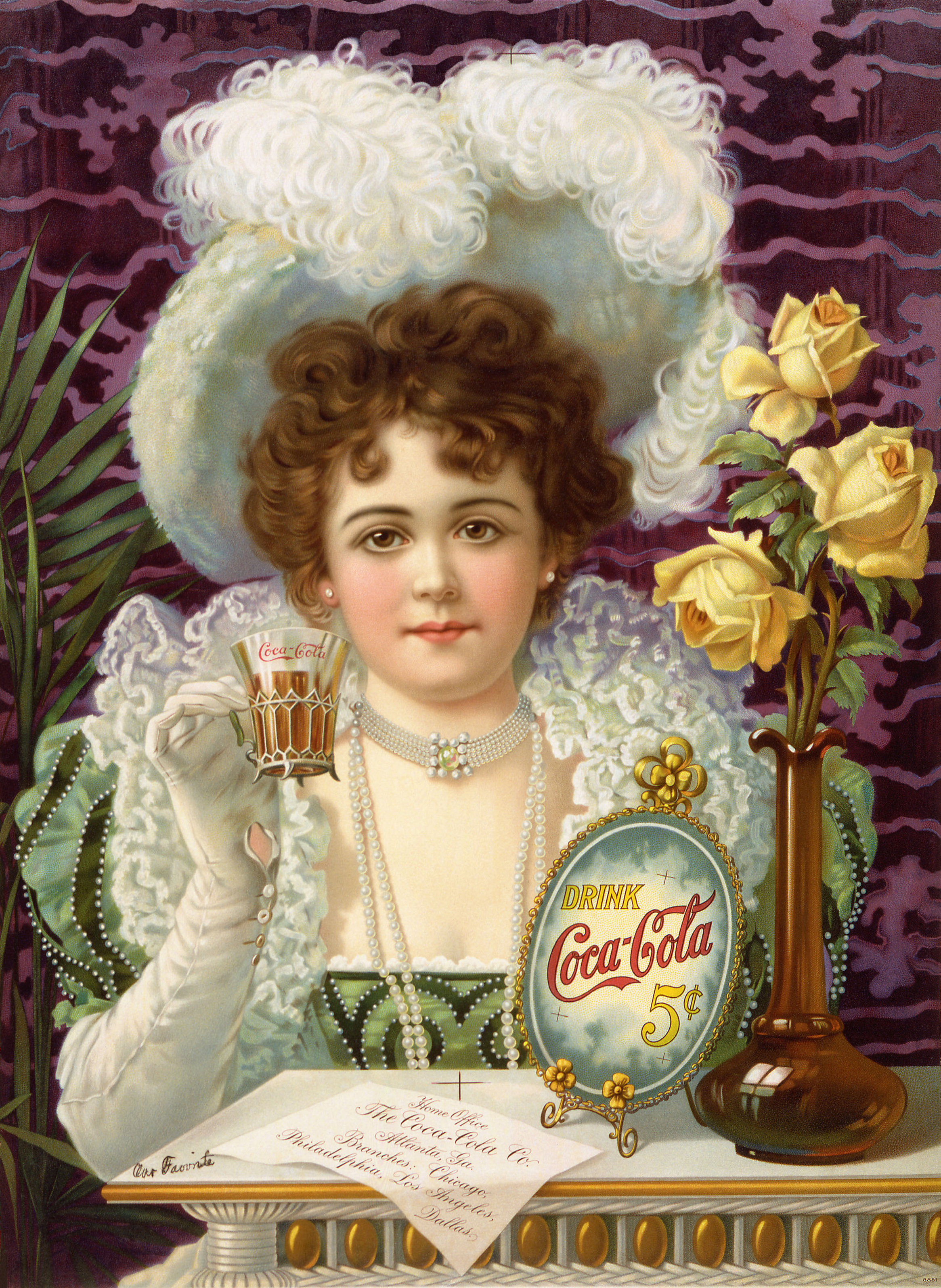
إعلان في تسعينيات القرن التاسع عشر يُظهر عارضة الأزياء هيلدا كلارك بالزي الرسمي من القرن التاسع عشر. الإعلان بعنوان إشربوا كوكا كولا بخمس سنتات. (الولايات المتحدة).

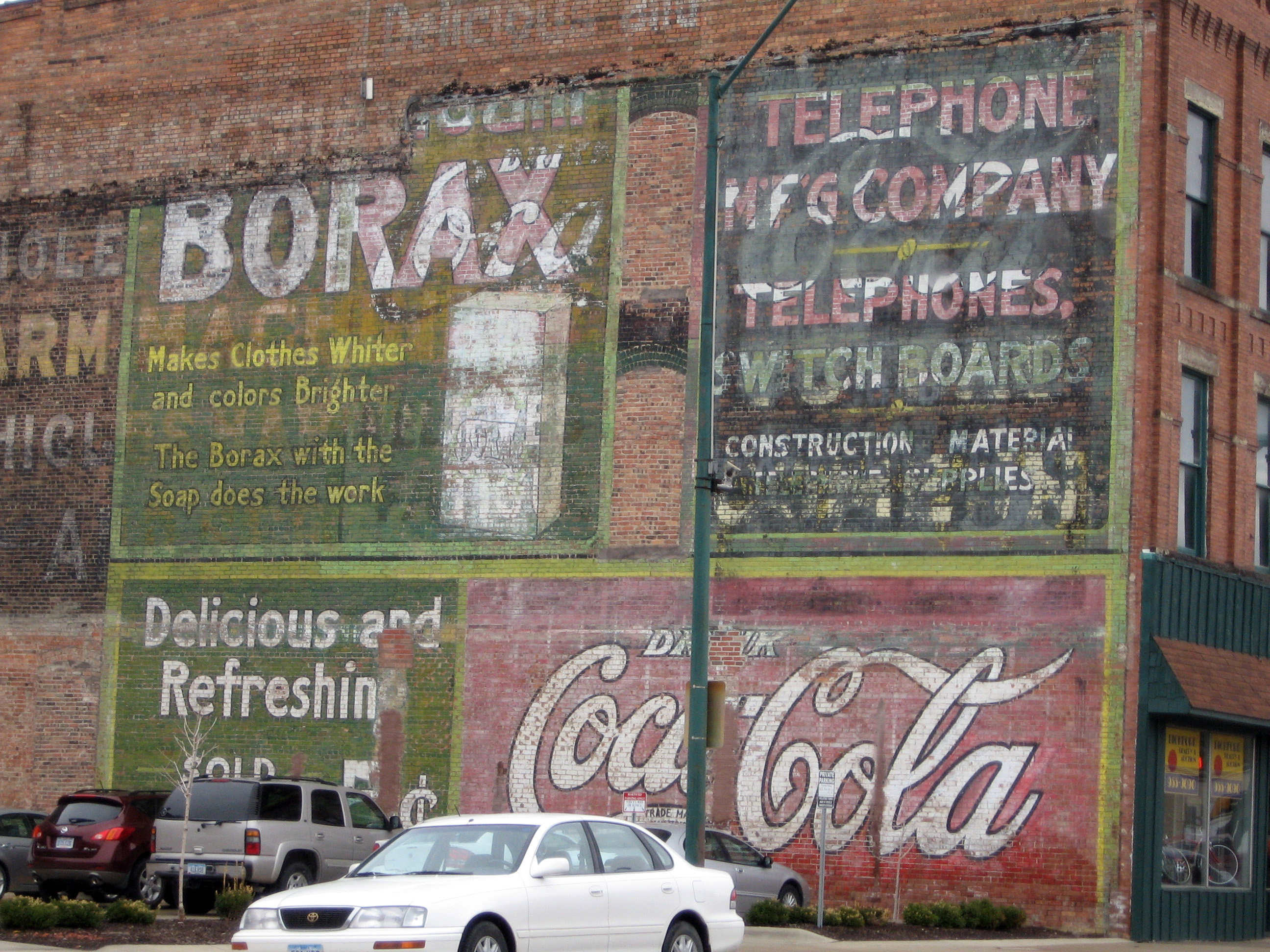
علامة شبح لكوكا كولا في فورت دودج، أيوا. إعلانات كوكا كولا الأقدم وراء إعلانات الهاتف والبوراكس. أبريل 2008.

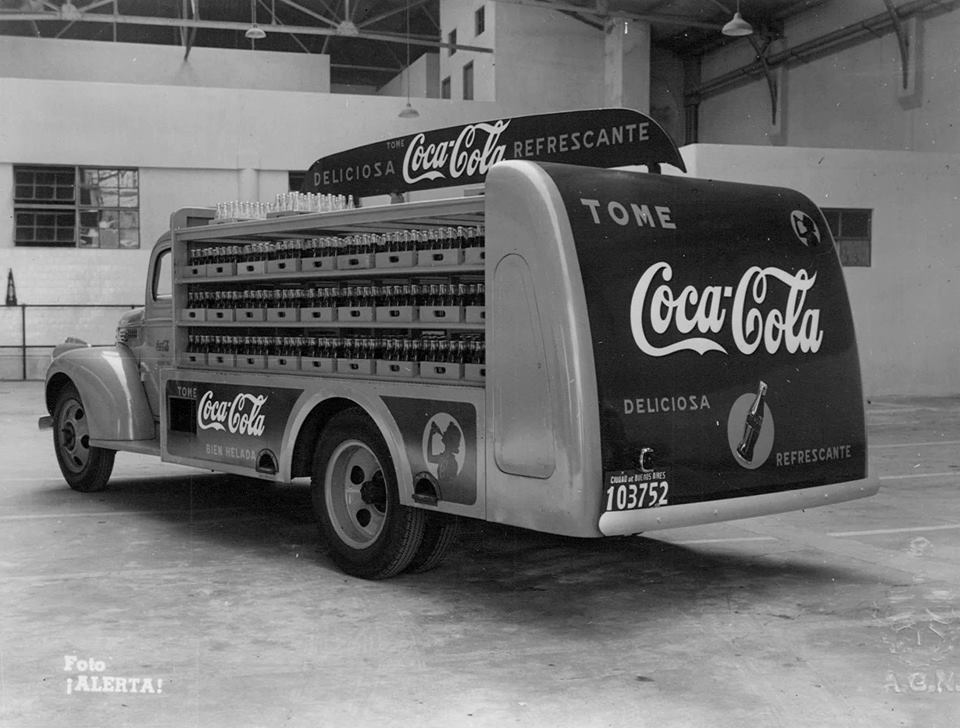
شاحنة توصيل كوكا كولا في الأرجنتين، تحمل شعار "اشرب كوكا كولا - لذيذ، منعش"

أثّرت إعلانات كوكا كولا بشكل كبير على الثقافة الأمريكية، وغالبًا ما يُنسب إليها اختراع الصورة الحديثة لسانتا كلوز كرجل عجوز يرتدي حلة حمراء وبيضاء. على الرغم من أن الشركة بدأت في استخدام صورة سانتا بالأحمر والأبيض في ثلاثينيات القرن الماضي، مع حملاتها الإعلانية الشتوية التي رسمها هادون سوندبلوم، إلا أن الفكرة كانت شائعة بالفعل. لم تكن كوكا كولا حتى أول شركة مشروبات غازية تستخدم الصورة الحديثة لسانتا كلوز في إعلاناتها: استخدمت مشروبات وايت روك سانتا في إعلانات لبيرة الزنجبيل في عام 1923، بعد أن استخدمته لأول مرة لبيع المياه المعدنية في عام 1915. قبل سانتا كلوز، اعتمدت شركة كوكا كولا على صور شابات يرتدين ملابس أنيقة لبيع مشروباتها. ظهر أول إعلان من هذا النوع لكوكا كولا في عام 1895، حيث ظهرت الممثلة الشابة من بوسطن هيلدا كلارك كمتحدثة باسم الشركة.
شهد عام 1941 أول استخدام للكنية «كوكا كولا» كعلامة تجارية رسمية للمنتج، مع سلسلة من الإعلانات تخبر المستهلكين بأن «كوك تعني كوكا كولا». في عام 1971، أصبحت أغنية من إعلان لكوكا كولا بعنوان «أود تعليم العالم للغناء (I'd Like to Teach the World to Sing)»، من إنتاج بيلي ديفيس، أغنية ناجحة. ظهر مصطلح «حروب الكولا» خلال الخمسينيات من القرن الماضي، واصفًا المعركة الجارية بين كوكا كولا وبيبسي من أجل التفوق في صناعة المشروبات الغازية. تنافس كوكا كولا وبيبسي مع منتجات جديدة والتوسع العالمي ومبادرات التسويق الأمريكية والرعاية الرياضية.

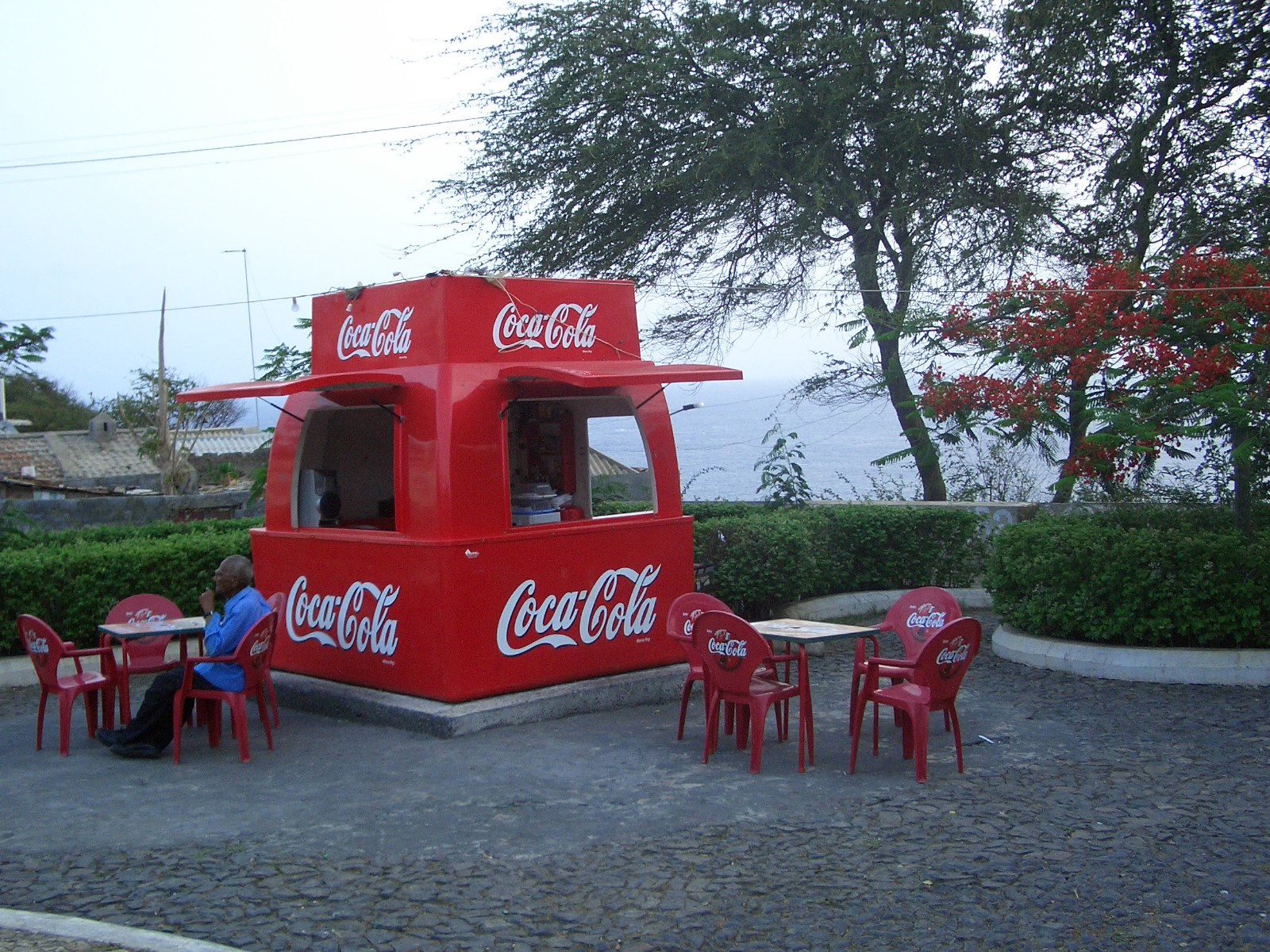
كشك مبيعات كوكا كولا في جزيرة فوغو في الرأس الأخضر في عام 2004

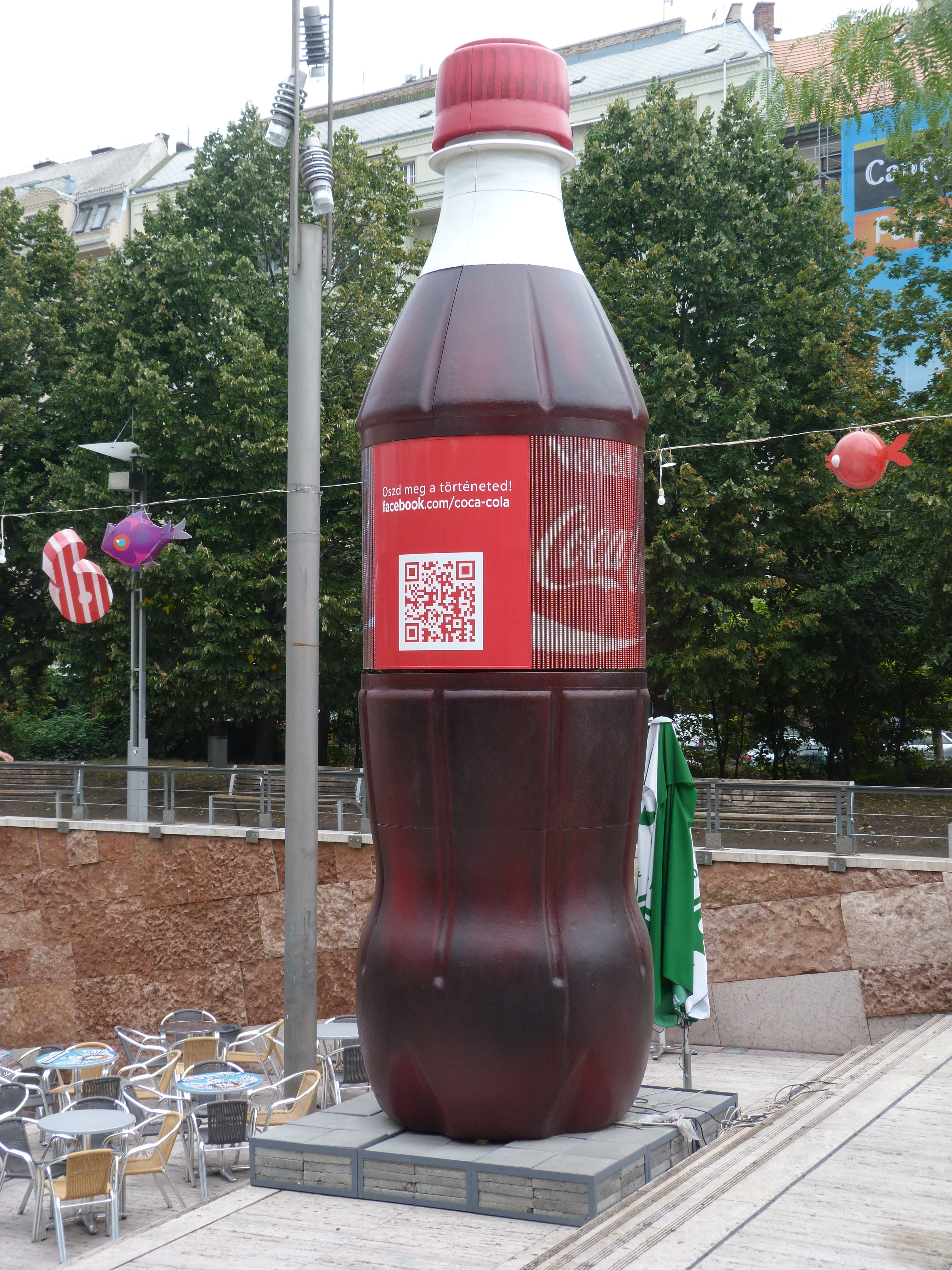
إعلان كوك في بودابست، المجر، 2013

إعلانات كوك منتشرة، حيث كان أحد أهداف ودروف المعلنة هو التأكد من أن الجميع على وجه الأرض يشربون كوكا كولا كمشروبهم المفضل. هذا صحيح بشكل خاص في المناطق الجنوبية من الولايات المتحدة، مثل أتلانتا، حيث ولدت كوكا كولا.
تمت كتابة وإنتاج بعض الإعلانات التجارية التليفزيونية لشركة كوكا كولا بين عامي 1960 و 1986 من قبل المخضرم السابق في إذاعة أتلانتا دون نايلور خلال مسيرته المهنية كمنتج لوكالة إعلانات مك-كان إركسون. العديد من هذه الإعلانات التليفزيونية المبكرة لكوكا كولا تميزت بنجوم السينما وأبطال الرياضة والمغنيين المشهورين.
خلال الثمانينيات، أدارت بيبسي كولا سلسلة من الإعلانات التلفزيونية تظهر أشخاصًا يشاركون في اختبارات التذوق مما يدل، وفقًا للإعلانات التجارية، على أن «خمسين بالمائة من المشاركين الذين قالوا إنهم يفضلون كوكا كولا اختاروا بيبسي بالفعل». أشار الإحصائيون إلى الطبيعة الإشكالية لنتيجة 50/50: على الأرجح، أظهرت اختبارات الذوق أنه في الاختبارات العمياء، لا يستطيع معظم الناس التمييز بين بيبسي وكولا. عرضت شركة كوكا كولا إعلانات لمكافحة إعلانات بيبسي في حادثة يشار إليها أحيانًا باسم حروب الكولا؛ قارن أحد إعلانات كوك ما يسمى بتحدي بيبس مع اثنين من الشمبانزي يقرران كرة التنس الأكثر فراءً. بعد ذلك، استعادت شركة كوكا كولا ريادتها في السوق.
كانت سيلينا متحدثة باسم كوكا كولا من عام 1989 حتى وقت وفاتها. قامت بتصوير ثلاث إعلانات تجارية للشركة. خلال عام 1994، للاحتفال بخمس سنوات مع الشركة، أصدرت كوكا كولا زجاجات كوكا كولا خاصة من سيلينا.
اشترت شركة كوكا كولا كولومبيا بيكتشرز في عام 1982، وبدأت في إدخال صور منتجات كوك في العديد من أفلامها. بعد بضع نجاحات مبكرة خلال ملكية كوكا كولا، بدأ أداء كولومبيا ضعيفًا، وتم بيع الاستوديو لشركة سوني في عام 1989.
مرت شركة كوكا كولا بعدد من الشعارات الإعلانية المختلفة في تاريخها الطويل، بما في ذلك «التوقف المؤقت الذي ينعش»، و «أود أن أشتري للعالم كولا»، و «كوكا كولا هو ذلك».
في عام 1999، قدمت شركة كوكا كولا بطاقة كوك كارد، وهو برنامج ولاء يقدم صفقات على عناصر مثل الملابس والترفيه والطعام عندما يشتري حامل البطاقة كوكا كولا كلاسيك. تم إلغاء المخطط بعد ثلاث سنوات، مع رفض المتحدث باسم شركة كوكا كولا ذكر السبب.
ثم قدمت الشركة حملة ولاء أخرى في عام 2006، مكافآت ماي كوك. يتيح ذلك للمستهلكين كسب نقاط عن طريق إدخال رموز من عبوات مميزة خصيصًا لمنتجات كوكا كولا في موقع ويب. يمكن استبدال هذه النقاط بجوائز مختلفة أو إدخالات يانصيب.
في أستراليا في عام 2011، بدأت كوكا كولا حملة «شارك كوك»، حيث تم استبدال شعار كوكا كولا على الزجاجات واستبداله بالأسماء الأولى. استخدمت كوكا كولا أكثر 150 اسمًا شهرة في أستراليا للطباعة على الزجاجات. تم إقران الحملة بصفحة موقع ويب وصفحة على فيسبوك و «مشاركة كوكا كولا افتراضية» عبر الإنترنت. تم تقديم نفس الحملة إلى زجاجات وعلب كوكا كولا، دايت كوك، وكوك زيرو في المملكة المتحدة في عام 2013.
أعلنت كوكا كولا أيضًا عن استهلاك منتجها كمشروب إفطار، بدلاً من القهوة أو الشاي لتناول الكافيين في الصباح.

### 5 سنتات
من عام 1886 إلى عام 1959، تم تحديد سعر كوكا كولا بخمسة سنتات، ويرجع ذلك جزئيًا إلى حملة إعلانية.

### حملات العطلة
على مر السنين، أصدرت كوكا كولا زجاجات تجميع محدودة الوقت لعيد الميلاد.

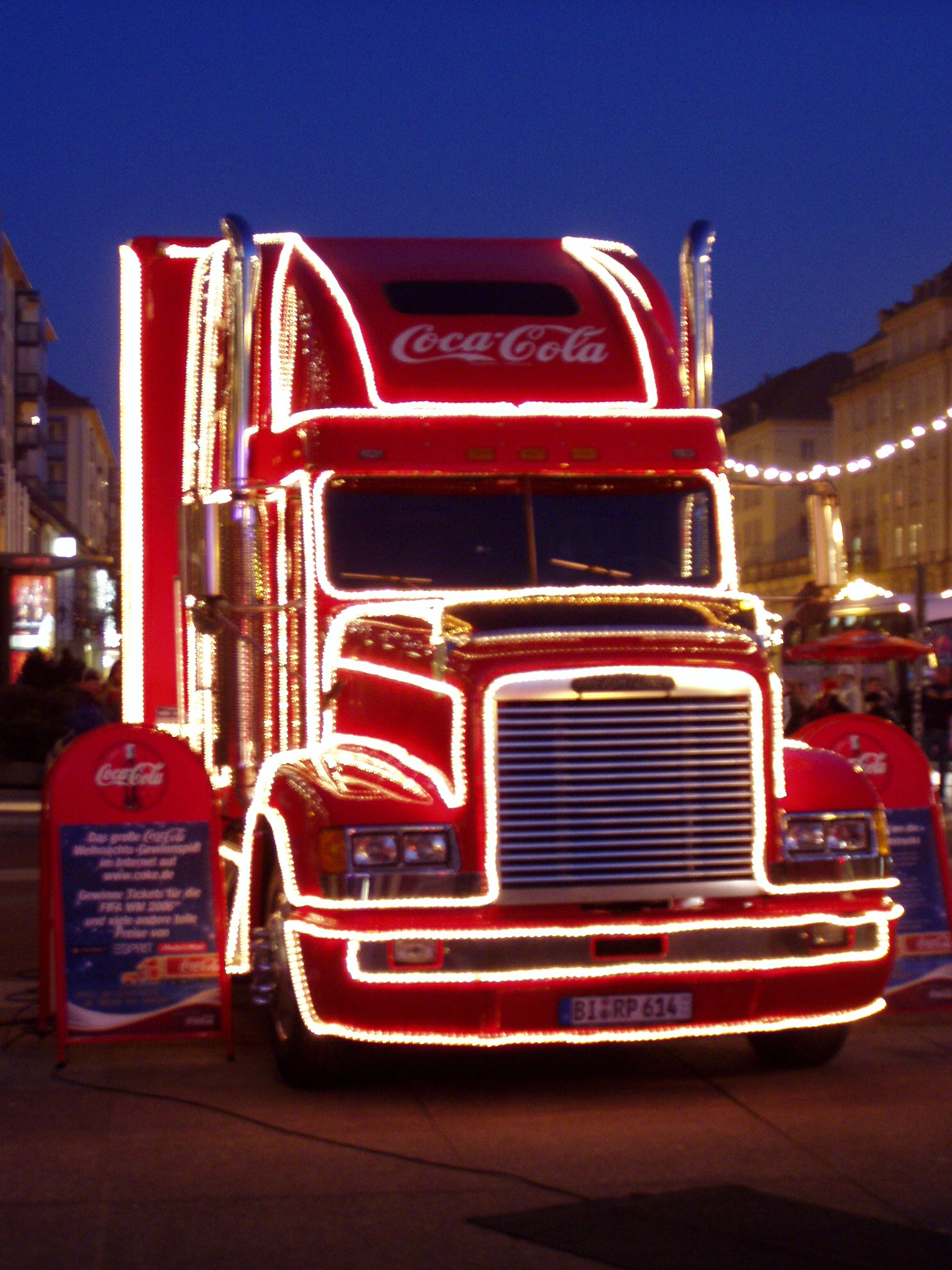
شاحنة فريتلاينر كوكا كولا عيد الميلاد في درسدن، ألمانيا، 2004

«الأعياد قادمة!» يُظهر الإعلان قطارًا من شاحنات التوصيل الحمراء، مزينًا باسم كوكا كولا ومزينًا بأضواء عيد الميلاد، يقودون عبر منظر طبيعي ثلجي ويتسبب في إضاءة كل ما يمرون به ويراقبه الناس أثناء مرورهم.
تم إهمال الإعلان في عام 2001، حيث أعادت شركة كوكا كولا هيكلة حملاتها الإعلانية بحيث تم إنتاج الإعلانات في جميع أنحاء العالم محليًا في كل دولة، وليس بشكل مركزي في مقر الشركة في أتلانتا، جورجيا. في عام 2007، أعادت الشركة الحملة بعد أن اتصل العديد من المستهلكين، وفقًا للشركة، بمركز المعلومات التابع لها قائلين إنهم يعتبرونها إيذانًا ببداية عيد الميلاد. تم إنشاء الإعلان بواسطة وكالة الإعلان الأمريكية دونر (Doner)، وكان جزءًا من الحملة الإعلانية العالمية للشركة لسنوات عديدة.
لم يقتنع كيث لو، منتج وكاتب الإعلانات التجارية لبيلفاست سيتي بيت، بإعادة تقديم كوكا كولا للإعلان في عام 2007، قائلاً «لا أعتقد أن هناك أي شيء كريسمسي حول الشاحنات الغذائية الضخمة والإعلان إعتيادي للغاية».
في عام 2001، سجلت المغنية ميلاني ثورنتون الأغنية الإعلانية للحملة كأغنية واحدة «وندرفل دريم (هوليداي إز كامينغ)»، والتي دخلت قوائم موسيقى البوب في ألمانيا واحتلت الترتيب 9. في عام 2005، وسعت كوكا كولا حملتها الإعلانية لتشمل الراديو، مستخدمة عدة أشكال من الأغنية.
في عام 2011، أطلقت كوكا كولا حملة لعطلة ديوالي الهندية. تضمنت الحملة إعلانات تجارية وأغنية وتكاملًا مع فيلم شاه روخ خان را.ون.

### رعاية الرياضة
كانت كوكا كولا الراعي التجاري الأول للألعاب الأولمبية، في دورة الألعاب الأولمبية لعام 1928 في أمستردام، ومنذ ذلك الحين كانت الراعي الأول للأولمبياد. تضمنت رعاية الشركة هذه الألعاب الأولمبية الصيفية لعام 1996 التي استضافتها أتلانتا، والتي سمحت لكوكا كولا بتسليط الضوء على مسقط رأسها. في الآونة الأخيرة، أصدرت كوكا كولا إعلانات تجارية محلية لدورة الألعاب الأولمبية الشتوية لعام 2010 في فانكوفر. أشار أحد الإعلانات التجارية الكندية إلى تراث كندا في لعبة الهوكي وتم تعديله بعد فوز كندا بلعبة الميدالية الذهبية في 28 فبراير 2010، عن طريق تغيير خط النهاية للإعلان التجاري ليقول «الآن هم يعرفون لعبتهم التي يلعبونها».
منذ عام 1978، ترعى كوكا كولا كأس العالم لكرة القدم ومسابقات أخرى تنظمها الفيفا. إحدى كؤوس بطولات الفيفا، بطولة فيفا العالمية للشباب منذ تونس عام 1977 حتى ماليزيا عام 1997، كانت تسمى "فيفا" - كأس كوكا كولا". بالإضافة إلى ذلك، ترعى شركة كوكا كولا 600 وكوكولا زيرو شوغر 400 السنوي لناسكار في حلبة سباق شارلوت موتور سبيدواي في كونكورد بولاية نورث كارولينا وحلبة سباق دايتونا إنترناشونال سبيدواي في دايتونا بولاية فلوريدا. منذ عام 2020، عملت كوكا كولا كشريك رئيسي لسلسلة كأس ناسكار، والتي تتضمن الاحتفاظ بحقوق التسمية في كأس بطولة الموسم العادي للسلسلة. كوكا كولا هي أيضًا الراعي لسلسلة آي ريسينغ برو.
تتمتع كوكا كولا بتاريخ طويل من علاقات التسويق الرياضي، والتي شملت على مر السنين دوري البيسبول الرئيسي، الرابطة الوطنية لكرة القدم، الاتحاد الوطني لكرة السلة، دوري الهوكي الوطني، بالإضافة إلى العديد من الفرق داخل تلك البطولات. تتمتع كوكا كولا بعلاقة طويلة الأمد مع فريق بيتسبرغ ستيلرز الذي يلعب في دوري كرة القدم الأمريكية، ويرجع ذلك جزئيًا إلى الإعلان التلفزيوني الشهير في عام 1979 والذي يظهر فيه "مين جو" غريني، مما أدى إلى افتتاح قاعة كوكا كولا الكبرى في هاينز فيلد في عام 2001 وإعلان تجاري حديث لكوكا كولا زيرو يضم تروي بولامالو.
كوكا كولا هو المشروب الغازي الرسمي للعديد من فرق كرة القدم الجماعية في جميع أنحاء البلاد، ويرجع ذلك جزئيًا إلى قيام كوكا كولا بتزويد هذه المدارس بمرافق رياضية مطورة مقابل رعاية كوكا كولا. ينتشر هذا بشكل خاص على مستوى المدرسة الثانوية، والتي تعتمد بشكل أكبر على مثل هذه العقود بسبب الميزانيات الأكثر تشددًا.
كانت كوكا كولا أحد الرعاة الرسميين لكأس العالم للكريكيت 1996 الذي أقيم في شبه القارة الهندية. كوكا كولا هي أيضًا واحدة من الرعاة المنتسبين لدلهي دارديفيلز في الدوري الهندي الممتاز.
في إنجلترا، كانت كوكا كولا الراعي الرئيسي لدوري كرة القدم بين عامي 2004 و 2010، وهو الاسم الذي أُطلق على الأقسام المهنية الثلاثة تحت الدوري الإنجليزي الممتاز في كرة القدم (كرة القدم). في عام 2005، أطلقت كوكا كولا مسابقة لـ 72 ناديًا في دوري كرة القدم - كانت تسمى «اربح لاعبًا». سمح هذا للمشجعين بوضع صوت واحد يوميًا لناديهم المفضل، مع اختيار إدخال واحد عشوائيًا لكسب 250 ألف جنيه إسترليني للنادي؛ تكرر هذا في عام 2006. كانت مسابقة «اربح لاعبًا» مثيرة للجدل للغاية، ففي نهاية المسابقتين، حصل فريق ليدز يونايتد على أكبر عدد من الأصوات بأكثر من الضعف، ومع ذلك لم يفزوا بأي أموال ينفقونها على لاعب جديد للنادي. في عام 2007، تغيرت المنافسة إلى «شراء لاعب». سمحت هذه المسابقة للجماهير بشراء زجاجة كوكا كولا أو كوكا كولا زيرو وإرسال الكود على الغلاف على موقع كوكا كولا الإلكتروني. يمكن أن يكسب هذا الرمز بعد ذلك أي شيء من 50 جنيه إلى 100,000 جنيه إسترليني للنادي الذي يختارونه. تم تفضيل هذه المنافسة على المنافسة القديمة «اربح لاعبًا»، حيث سمحت لجميع الأندية بربح بعض المال. بين عامي 1992 و 1998، كانت كوكا كولا الراعي الرئيسي لكأس رابطة كرة القدم (كأس كوكا كولا)، بطولة الكأس الثانوية في إنجلترا. بدءًا من موسم 2019-2020، وافقت شركة المشروبات الغازية العملاقة كوكا كولا على أكبر صفقة رعاية لها في المملكة المتحدة من خلال أن تصبح الشريك التجاري السابع والأخير للدوري الإنجليزي الممتاز لكرة القدم وللأسوق في للمملكة المتحدة، أيرلندا، الصين، ماليزيا، إندونيسيا، سنغافورة، مصر، وغرب أفريقيا.
بين عامي 1994 و 1997، كانت كوكا كولا أيضًا الراعي الرئيسي لكأس الدوري الاسكتلندي، حيث أعادت تسميتها إلى كأس كوكا كولا مثل نظيرتها الإنجليزية. من عام 1998 إلى عام 2001، كانت الشركة الراعي الرئيسي لكأس الدوري الأيرلندي في أيرلندا الشمالية، حيث تم تسميتها كأس دوري كوكا كولا.
كوكا كولا هي الراعي التقديمي لبطولة الجولة للغولف، الحدث الأخير من جولة بي جي أي التي تقام كل عام في نادي إيست ليك للغولف في أتلانتا، جورجيا.
وتم تقديمه في 1 مارس 2010، في كندا، للاحتفال بدورة الألعاب الأولمبية الشتوية لعام 2010، باعت شركة كوكا كولا علبًا ذهبية اللون في عبوات من 355 مليلتر (12 imp fl oz؛ 12 US fl oz) لكل منهما، في متاجر مختارة.
كوكا كولا التي كانت شريكة للاتحاد الأوروبي لكرة القدم منذ عام 1988.

### في وسائل الإعلام

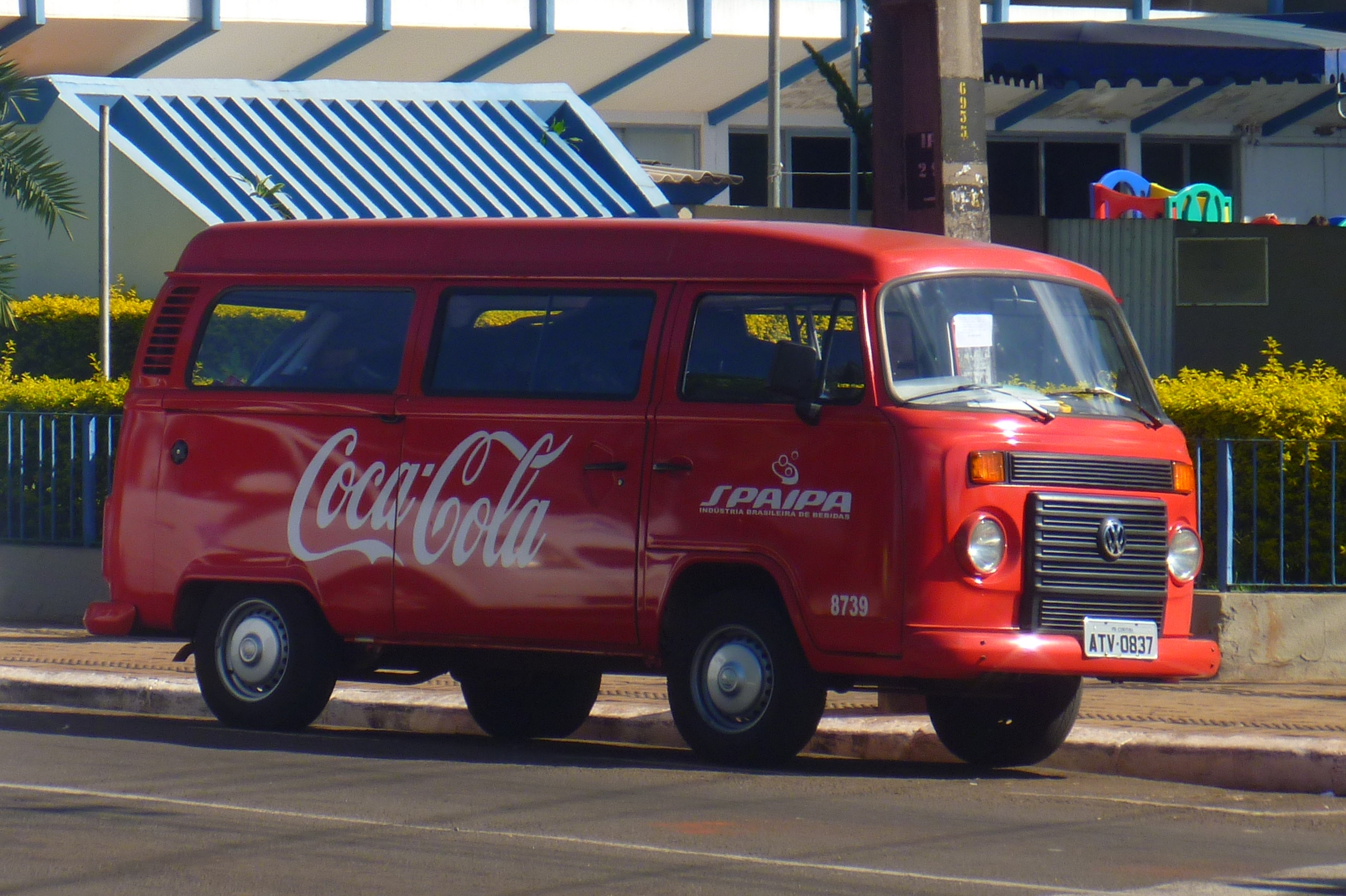
تم الإعلان عن كوكا كولا على سيارة فولكس واغن النوع 2 في مارينجا، بارانا، البرازيل، 2012

ظهر مشروب كوكا كولا بشكل بارز في العديد من الأفلام والبرامج التلفزيونية. لقد كان عنصرًا رئيسيًا في الحبكة في أفلام مثل ون، تو، ثري، كوكا كولا كيد، ذا غادز مست بي كريزي، من بين العديد من الأفلام الأخرى. في الموسيقى، كما هو الحال في أغنية البيتلز، «كم توغيذر»، تقول كلمات الأغاني، «هو يقول كوكا كولا». أشار بيتش بويز أيضًا إلى كوكا كولا في أغنيتهم «أول سمر لونغ» لعام 1964، وهم يغنون «تتذكر عندما انسكبت كوكا كولا على بلوزتك؟»
أفضل فنان منفرد مبيعًا على الإطلاق إلفيس بريسلي، قام بترويج كوكا كولا خلال جولته الأخيرة في عام 1977. استخدمت شركة كوكا كولا صورة بريسلي للترويج للمنتج. على سبيل المثال، استخدمت الشركة أغنية يؤديها بريسلي بعنوان «أ ليتل لِس كونفرزيشن» في إعلان تجاري لشركة كوكا كولا يابانية.
ومن بين الفنانين الآخرين الذين روجوا لكوكا كولا ديفيد بوي، جورج مايكل، إلتون جون، ويتني هيوستن، الذين ظهروا في إعلان دايت كوك، من بين العديد من الآخرين.
لم تسر جميع الإشارات الموسيقية إلى كوكا كولا بشكل جيد. تم تسجيل سطر في «لولا» بواسطة كينكس في الأصل على أنه «أنت تشرب الشمبانيا ومذاقها مثل كوكا كولا». عندما رفضت هيئة الإذاعة البريطانية تشغيل الأغنية بسبب المرجع التجاري أعاد المغني الرئيسي راي ديفيز تسجيل الأغنية على أنها «مذاقها مثل الكرز كولا» للحصول على بث للأغنية.
رسام الكاريكاتير السياسي ميشيل كيشكا سخر من لوحة إعلانات كوكا كولا الشهيرة في ملصق عام 1982 بعنوان «وأنا أحب نيويورك». على لوحة الإعلانات، كانت موجة كوكا كولا مصحوبة بعبارة «استمتع بكوك». في ملصق كيشكا، كتب الحروف والنص فوق موجة كوكا كولا حيث تُقرأ بدلاً من ذلك «استمتع بالكوكايين».

## استخدام كرمز سياسي وشركات

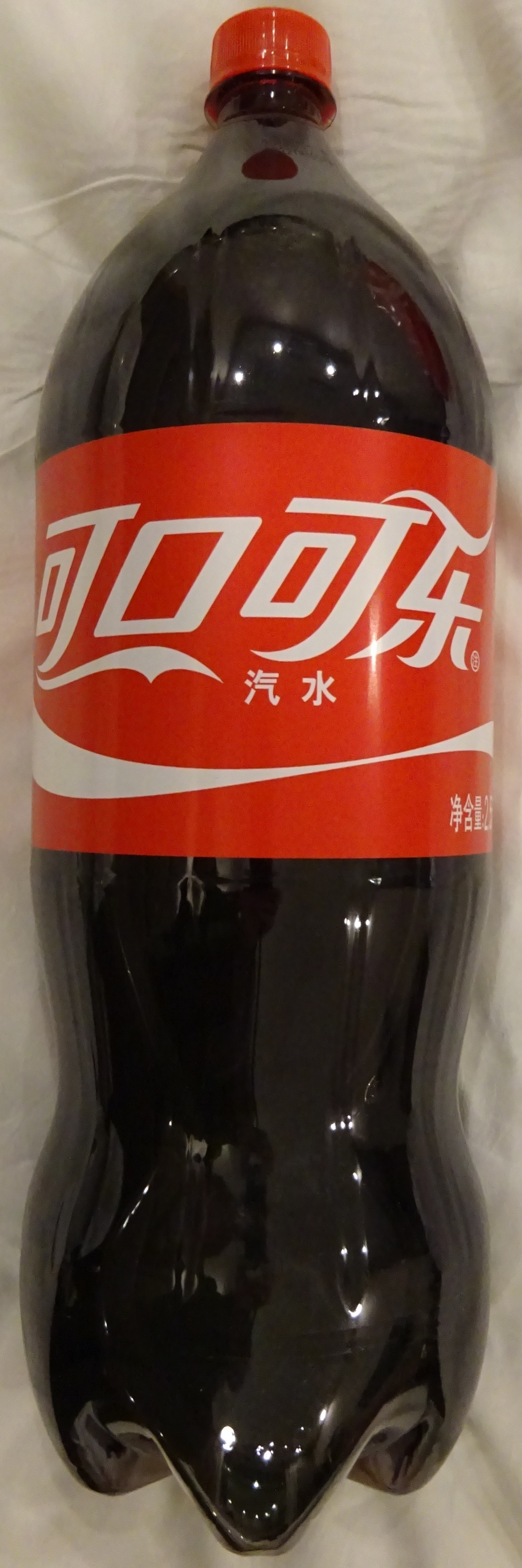
كما يباع في الصين

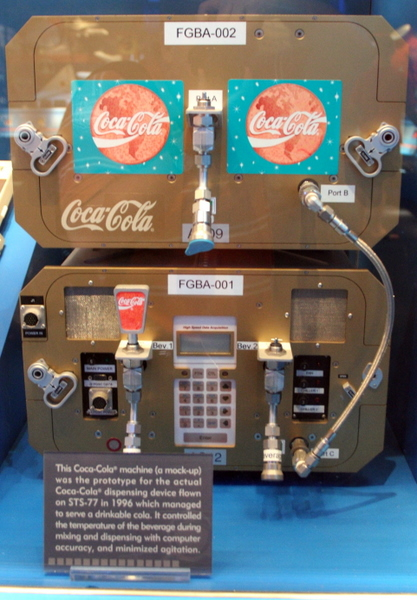
أخذ رواد الفضاء كوكا كولا من هذا الجهاز على متن مكوك الفضاء في عام 1995.

تتمتع كوكا كولا بدرجة عالية من التعريف بالولايات المتحدة، حيث يعتبرها البعض «علامة تجارية أمريكية» أو عنصرًا يمثل أمريكا، ويتم انتقاده على أنه استعمار كوكا كولا. بعد الحرب العالمية الثانية، أدى ذلك إلى الإنتاج القصير للكوك الأبيض (كوكا كولا شفاف) بناءً على طلب المارشال السوفيتي جورجي جوكوف ومن أجله، والذي لم يرغب في أن يُرى وهو يشرب رمزًا للإمبريالية الأمريكية. تم تقديم الزجاجات من قبل الرئيس أيزنهاور خلال مؤتمر، واستمتع المارشال جوكوف بالشراب. كانت الزجاجات متخفية في شكل زجاجات فودكا، مع غطاء بتصميم نجمة حمراء، لتجنب اشتباه المسؤولين السوفييت. غالبًا ما يكون المشروب أيضًا مرادفًا لشركة كوكا كولا.
تم تقديم كوكا كولا إلى الصين في عام 1927، وكان مشهور جدًا حتى عام 1949. بعد انتهاء الحرب الأهلية الصينية في عام 1949، لم يعد المشروب يُستورد إلى الصين، حيث كان يُنظر إليه على أنه رمز للثقافة الغربية المنحلة وأسلوب الحياة الرأسمالي. تم استئناف استيراد وبيع المشروبات في عام 1979، بعد استعادة العلاقات الدبلوماسية بين الولايات المتحدة والصين.
هناك بعض المقاطعات الاستهلاكية لكوكا كولا في الدول العربية بسبب الاستثمار المبكر لشركة كوكا كولا في إسرائيل خلال مقاطعة جامعة الدول العربية لإسرائيل (بقيت منافستها بيبسي خارج إسرائيل). يعتبر مشروب بيبسي بديل شهير لكوكا كولا في الشرق الأوسط.
تم تطوير موزع نافورة كوكا كولا (رسميًا جهاز معالجة حيوية عام للسوائل إف جي بي أي (FGBA)) للاستخدام في مكوك الفضاء كسرير اختبار لتحديد ما إذا كان يمكن إنتاج المشروبات الغازية من ثاني أكسيد الكربون والماء والأشربة المنكهة المخزنة بشكل منفصل وتحديد ما إذا كان يمكن توفير السوائل الناتجة للاستهلاك دون تنوي الفقاعة وتكوين الرغوة الناتجة. حلقت FGBA-1 على STS-63 في عام 1995 ووزعت المشروبات الممزوجة مسبقًا، تليها FGBA-2 على STS-77 في العام التالي. يخلط الأخير ثاني أكسيد الكربون والماء والشراب لصنع المشروبات. زودت 1.65 لتر لكل من كوكا كولا ودايت كوك.

## تطبيق طبي
يُستخدم الكوكا كولا أحيانًا في علاج البازهرات النباتية في المعدة. في حوالي 50٪ من الحالات التي تمت دراستها، وجد أن كوكا كولا وحده فعال في إذابة البازهر المعدي. لسوء الحظ، يمكن أن يؤدي هذا العلاج إلى احتمال الإصابة بانسداد الأمعاء الدقيقة في أقلية من الحالات، مما يستلزم التدخل الجراحي.

## نقد
نشأت انتقادات لكوكا كولا من مجموعات مختلفة حول العالم، فيما يتعلق بمجموعة متنوعة من القضايا، بما في ذلك الآثار الصحية، القضايا البيئية، والممارسات التجارية. نكهة مشروب الكوكا، واللقب «كوكا كولا»، يظلان موضوعًا شائعًا للنقد بسبب علاقته بالمخدرات غير المشروعة الكوكايين. في عام 1911، صادرت الحكومة الأمريكية 40 برميلًا و 20 برميلًا من شراب الكوكا كولا في تشاتانوغا بولاية تينيسي، بدعوى أن الكافيين الموجود في مشروبها «ضار بالصحة»، مما أدى إلى تعديل تشريعات سلامة الغذاء.
في بداية الأربعينيات من القرن الماضي، بدأت بيبسي في تسويق مشروباتها للأمريكيين الأفارقة، وهو سوق متخصص تم تجاهله إلى حد كبير من قبل الشركات المصنعة المملوكة للبيض في الولايات المتحدة، وتمكنت من استخدام موقفها المناهض للعنصرية كنقطة بيع، مهاجمة إحجام كوكا كولا عن توظيف السود والدعم من قبل رئيس شركة كوكا كولا لحاكم جورجيا هيرمان تالمادج للتمييز العنصري. نتيجة لهذه الحملة، ارتفعت حصة بيبسي في السوق مقارنةً بشركة كوكا كولا بشكل كبير في الخمسينيات من القرن الماضي، حيث زاد احتمال شراء المستهلكين الأمريكيين من أصل أفريقي للمشروبات الغازية بثلاثة أضعاف بيبسي بدلاً من كوكا كولا.
تعرضت شركة كوكا كولا والشركات التابعة لها ومنتجاتها لانتقادات مستمرة من قبل مجموعات المستهلكين ودعاة حماية البيئة والمراقبين، لا سيما منذ أوائل العقد الأول من القرن الحادي والعشرين. في عام 2019، صنفت شركة بريك فري فروم بلاستيك كوكا كولا على أنها أكبر ملوث بلاستيكي منفرد في العالم. بعد أن جمع 72,541 متطوعًا 476,423 قطعة من النفايات البلاستيكية من جميع أنحاء المكان الذي يعيشون فيه، تم العثور على ما مجموعه 11,732 قطعة تحمل علامة كوكا كولا التجارية (بما في ذلك العلامات التجارية داساني، سبرايت، فانتا) في 37 دولة عبر أربع قارات. في المنتدى الاقتصادي العالمي لعام 2020 في دافوس، قالت بيا بيريز، رئيسة الاستدامة في شركة كوكا كولا، إن العملاء يحبونهم لأنهم يعيدون إحكام إغلاقهم وخفة وزنهم، و «لن يكون العمل في مجال الأعمال التجارية إذا لم نستوعب المستهلكين». في فبراير 2022، أعلنت شركة كوكال كولا (Cocal-Cola) أنها ستهدف إلى جعل 25 بالمائة من عبواتها قابلة لإعادة الاستخدام بحلول عام 2030.
كوكا كولا كلاسيك غني بالسكريات وخاصة السكروز الذي يسبب تسوس الأسنان عند تناوله بانتظام. إلى جانب ذلك، يمكن أن تسهم القيمة العالية للسعرات الحرارية للسكريات نفسها في الإصابة بالسمنة. كلاهما من القضايا الصحية الرئيسية في العالم المتقدم.
في فبراير 2021، تلقت كوكا كولا انتقادات بعد أن سرب أحد الموظفين مقطع فيديو لجلسة تدريبية، قال للموظفين «محاولة أن يكونوا أقل بياضًا». وقالت الجلسة أيضا إنه لكي يكون الموظفون «أقل بياضا» يجب أن يكونوا أقل «غطرسة» و «دفاعية».

## وصلات خارجية
- الموقع الرسمي
- الموقع الرسمي العربي